# Llista de monuments de Sant Pere, Santa Caterina i la Ribera
Llista de monuments de Sant Pere, Santa Caterina i la Ribera (barri del districte de Ciutat Vella de Barcelona) inclosos en l'Inventari del Patrimoni Arquitectònic Català i en el catàleg de Patrimoni Arquitectònic de Barcelona.

## Monuments patrimoni de la humanitat
| Monument                    | Protecció     | Estil/època                             | Localització                                            | Coordenades                                     | Codi?         | Imatge |
| --------------------------- | ------------- | --------------------------------------- | ------------------------------------------------------- | ----------------------------------------------- | ------------- | --- |
| Palau de la Música Catalana | BCIN 61-MH-EN | Modernisme Lluís Domènech i Montaner XX | Barcelona C. Sant Pere més Alt, 11 - c. Amadeu Vives, 1 | 41° 23′ 15″ N, 2° 10′ 30″ E / 41.3875°N,2.175°E | RI-51-0003864 | Palau de la Música Catalana (Barcelona) · Vegeu més fotos d'aquest monument · Carregueu una nova foto d'aquest monument |

## Monuments d'interès nacional
Monuments inscrits en el Registre de Béns Culturals d'Interès Nacional (BCIN) amb la classificació de monuments històrics per ser una construcció o altra obra material produïda per l'activitat humana que configura una unitat singular de les més rellevants del patrimoni cultural català.
| Monument                                                       | Protecció      | Estil/època                             | Localització                                                                                   | Coordenades                                          | Codi?         | Imatge |
| -------------------------------------------------------------- | -------------- | --------------------------------------- | ---------------------------------------------------------------------------------------------- | ---------------------------------------------------- | ------------- | --- |
| Monestir de Sant Pere de les Puel·les                          | BCIN 19-MH     | Romànic, gòtic, historicisme XII-XV, XX | Barcelona Pl. de Sant Pere, 15-16                                                              | 41° 23′ 23″ N, 2° 10′ 44″ E / 41.38966°N,2.17876°E   | RI-51-0000420 | Sant Pere de les Puel·les (Barcelona) · Vegeu més fotos d'aquest monument · Carregueu una nova foto d'aquest monument                                     |
| Església de Santa Maria del Mar, o Santa Maria de les Arenes   | BCIN 24-MH-EN  | Gòtic XIV                               | Barcelona Pl. Sta. Maria, 1 - pg. Born 1-3 - c. Sombrerers, 2-4                                | 41° 23′ 01″ N, 2° 10′ 55″ E / 41.38361°N,2.18194°E   | RI-51-0000421 | Santa Maria del Mar (Barcelona) · Vegeu més fotos d'aquest monument · Carregueu una nova foto d'aquest monument                                           |
| Parc de la Ciutadella                                          | BCIN 34-JH     | XIX, XVIII                              | Barcelona Pg. Picasso, pg. Pujades, c. Wellington, pg. Circumval·lació                         | 41° 23′ 17″ N, 2° 11′ 15″ E / 41.388111°N,2.187517°E | RI-52-0000030 | Parc de la Ciutadella (Barcelona) · Vegeu més fotos d'aquest monument · Carregueu una nova foto d'aquest monument                                         |
| Carrer de Montcada                                             | BCIN 45-CH     | Gòtic, renaixement, barroc XIV-XVII     | Barcelona C. de Montcada, 9-25 i 10-20                                                         | 41° 23′ 06″ N, 2° 10′ 51″ E / 41.385°N,2.180833°E    | RI-53-0000015 | Carrer de Montcada (Barcelona) · Vegeu més fotos d'aquest monument · Carregueu una nova foto d'aquest monument                                            |
| Casa del Gremi de Velers, o Col·legi de l'Art Major de la Seda | BCIN 48-MH     | Barroc Joan Garrido i Bertran 1763, XX  | Barcelona C. Sant Pere més Alt, 1 - Via Laietana, 50 - pl. Lluís Millet, 1-2                   | 41° 23′ 13″ N, 2° 10′ 30″ E / 41.386936°N,2.174986°E | RI-51-0000163 | Casa del Gremi de Velers (Barcelona) · Vegeu més fotos d'aquest monument · Carregueu una nova foto d'aquest monument                                      |
| Llotja                                                         | BCIN 49-MH     | Gòtic, neoclassicisme XIV-XVIII         | Barcelona Pla de Palau, 22 - pg. Isabel II, 1 - c. Consolat de Mar, 2-4 - pl. Antonio López, 4 | 41° 22′ 56″ N, 2° 10′ 57″ E / 41.382222°N,2.1825°E   | RI-51-0000423 | Llotja de Mar (Barcelona) · Vegeu més fotos d'aquest monument · Carregueu una nova foto d'aquest monument                                                 |
| Fossar de les Moreres                                          | BCIN 292-LH-EN | XVIII                                   | Barcelona Pl. Fossar de les Moreres                                                            | 41° 23′ 01″ N, 2° 10′ 56″ E / 41.383611°N,2.182222°E | RI-54-0000061 | Fossar de les Moreres (Barcelona) · Vegeu més fotos d'aquest monument · Carregueu una nova foto d'aquest monument                                         |
| Muralla i Estructures Defensives d'Època Moderna de Barcelona  | BCIN 4208-MH   | XVI-XVIII                               | Barcelona                                                                                      | 41° 22′ 59″ N, 2° 11′ 08″ E / 41.382931°N,2.185622°E | IPA-40115     | Muralla i Estructures Defensives d'Època Moderna de Barcelona (Barcelona) · Vegeu més fotos d'aquest monument · Carregueu una nova foto d'aquest monument |
| Fortificacions de la Ciutadella de Barcelona                   | BCIN 4209-MH   | Medieval, XVI-XVII, XVIII               | Barcelona Parc de la Ciutadella                                                                | 41° 23′ 11″ N, 2° 11′ 21″ E / 41.386469°N,2.189197°E | IPA-41153     | Fortificacions de la Ciutadella de Barcelona · Vegeu més fotos d'aquest monument · Carregueu una nova foto d'aquest monument                              |

## Monuments d'Interès Local
Monuments declarats com Béns Culturals d'Interès Local (BCIL), inclosos en el Catàleg de Patrimoni Arquitectònic de Barcelona amb el nivell de protecció B.
| Monument | Protecció    | Estil/època | Localització                                                                                                  | Coordenades                                          | Codi?     | Imatge |
| --- | ------------ | --- | --- | ---------------------------------------------------- | --------- | --- |
| Casa al carrer Abaixadors, 14                                                                                              | BCIL 2000    | Barroc Segles XV-XVIII                                                                                          | Barcelona C. Abaixadors, 14 - c. Plegamans, 1 - c. Caputxes, 2                                                | 41° 23′ 00″ N, 2° 10′ 53″ E / 41.383324°N,2.181403°E | IPA-37735 | Casa al carrer Abaixadors, 14 (Barcelona) · Vegeu més fotos d'aquest monument · Carregueu una nova foto d'aquest monument                                       |
| Antic Convent de Sant Agustí (Sant Agustí Vell, o Caserna de Sant Agustí)                                                  | BCIL 2000    | Gòtic 1347; 1738-48                                                                                             | Barcelona C. Comerç, 36 - pl. Acadèmia, 3 - pl. Pons i Clerch. 2 - c. Tantarantana, 19                        | 41° 23′ 14″ N, 2° 10′ 54″ E / 41.387122°N,2.181686°E | IPA-40181 | Antic Convent de Sant Agustí (Barcelona) · Vegeu més fotos d'aquest monument · Carregueu una nova foto d'aquest monument                                        |
| Casa Montagut | BCIL 2000    | Barroc 1785 | Barcelona C. Abaixadors, 10 - c. Cap del Món, 4                                                               | 41° 22′ 59″ N, 2° 10′ 52″ E / 41.383144°N,2.181226°E | IPA-40287 | Casa Montagut (Barcelona) · Vegeu més fotos d'aquest monument · Carregueu una nova foto d'aquest monument                                                       |
| Casa del Gremi d'Assaonadors                                                                                               | BCIL 2000    | Barroc Segle XVII                                                                                               | Barcelona C. Assaonadors, 1 - c. Carders, 4 - plta. Marcús, 1                                                 | 41° 23′ 09″ N, 2° 10′ 48″ E / 41.385762°N,2.180105°E | IPA-40297 | Casa del Gremi d'Assaonadors (Barcelona) · Vegeu més fotos d'aquest monument · Carregueu una nova foto d'aquest monument                                        |
| Casa Gomis, Palau Gomis | BCIL 2000    | Neoclassicisme, academicisme, modernisme Miquel Garriga i Roca XVIII, 1855                                      | Barcelona C. Barra de Ferro, 3-5 bis - c. Princesa, 16-18                                                     | 41° 23′ 06″ N, 2° 10′ 49″ E / 41.385060°N,2.180322°E | IPA-40314 | Casa Gomis (Barcelona) · Vegeu més fotos d'aquest monument · Carregueu una nova foto d'aquest monument                                                          |
| Habitatge al carrer Basea, 2-6                                                                                             | BCIL 2000    | Gòtic, renaixement Segle XIII                                                                                   | Barcelona C. Basea, 2-6 - c. Tarongeta - pl. Víctor Balaguer                                                  | 41° 22′ 59″ N, 2° 10′ 51″ E / 41.383189°N,2.180771°E | IPA-40315 | Habitatge al carrer Basea, 2-6 (Barcelona) · Vegeu més fotos d'aquest monument · Carregueu una nova foto d'aquest monument                                      |
| Capella d'en Marcús, Capella de la Mare de Déu de la Guia                                                                  | BCIL 2000    | Romànic Segle XII                                                                                               | Barcelona C. Carders, 2 - plta. Marcús, 3                                                                     | 41° 23′ 09″ N, 2° 10′ 48″ E / 41.385794°N,2.179914°E | IPA-40329 | Capella de la Mare de Déu de la Guia (Barcelona) · Vegeu més fotos d'aquest monument · Carregueu una nova foto d'aquest monument                                |
| Mercat del Born | BCIL BCIN-ZA | Arquitectura de ferro Josep Fontseré i Mestres; Josep M. Cornet i Mas 1873-76                                   | Barcelona Pl. Comercial, 12 - c. Comercial, 2 - c. Fusina, 4 - c. Ribera, 3                                   | 41° 23′ 09″ N, 2° 11′ 02″ E / 41.385768°N,2.183760°E | IPA-40351 | Mercat del Born (Barcelona) · Vegeu més fotos d'aquest monument · Carregueu una nova foto d'aquest monument                                                     |
| Cases d'en Xifré, Porxos d'en Xifré, inclou Restaurant 7 Portes                                                            | BCIL 2000    | Academicisme Josep Buxareu i Francesc Vila 1836-40                                                              | Barcelona Pg. Isabel II, 8-14 - c. Llauder, 1-3 - pla de Palau, 20-21 - c. Reina Cristina, 5-13               | 41° 22′ 55″ N, 2° 11′ 00″ E / 41.382001°N,2.183342°E | IPA-40409 | Cases d'en Xifré (Barcelona) · Vegeu més fotos d'aquest monument · Carregueu una nova foto d'aquest monument                                                    |
| Edifici de la Companyia Transmediterrània (actualment dependències del Ministeri de Justícia)                              | BCIL 2000    | Eclecticisme monumentalisme Juli M. Fossas i Martínez 1917                                                      | Barcelona Via Laietana, 2 - c. Consolat de Mar, 1-13 - c. Agullers, 2 - pl. Antonio López, 2                  | 41° 22′ 55″ N, 2° 10′ 54″ E / 41.38195°N,2.181681°E  | IPA-40412 | Edifici de la companyia Transmediterrània (Barcelona) · Vegeu més fotos d'aquest monument · Carregueu una nova foto d'aquest monument                           |
| Seu de la Caixa de Pensions                                                                                                | BCIL 2000    | Historicisme neomedievalista Enric Sagnier i Villavecchia 1917; 1985                                            | Barcelona Via Laietana, 56 - c. Jonqueres, 1-3                                                                | 41° 23′ 15″ N, 2° 10′ 27″ E / 41.387552°N,2.174104°E | IPA-40414 | Seu de la Caixa de Pensions (Barcelona) · Vegeu més fotos d'aquest monument · Carregueu una nova foto d'aquest monument                                         |
| Casa Francesc Cambó i Batlle, Casa Cambó                                                                                   | BCIL 2000    | Noucentisme Adolf Florensa 1921                                                                                 | Barcelona Via Laietana, 30 - c. Pare Gallifa, 1-3 - c. Mercaders, 21-23                                       | 41° 23′ 06″ N, 2° 10′ 40″ E / 41.384914°N,2.177657°E | IPA-40415 | Casa Francesc Cambó i Batlle (Barcelona) · Vegeu més fotos d'aquest monument · Carregueu una nova foto d'aquest monument                                        |
| Arc de Triomf | BCIL 2000    | Eclecticisme Josep Vilaseca i Casanovas 1888                                                                    | Barcelona Pg. Lluís Companys - pg. St. Joan - rda. Sant Pere                                                  | 41° 23′ 28″ N, 2° 10′ 50″ E / 41.391111°N,2.180556°E | IPA-40420 | Arc de Triomf (Barcelona) · Vegeu més fotos d'aquest monument · Carregueu una nova foto d'aquest monument                                                       |
| Palau de Justícia | BCIL 2000    | Eclecticisme Josep Domènech i Estapà; Enric Sagnier i Villavecchia 1887-1915                                    | Barcelona Pg. Lluís Companys, 14-16 - c. Almogàvers, 2 - c. Buenaventura Muñoz, 1-3 - c. Roger de Flor, 11-23 | 41° 23′ 26″ N, 2° 10′ 57″ E / 41.390650°N,2.182395°E | IPA-40421 | Palau de Justícia (Barcelona) · Vegeu més fotos d'aquest monument · Carregueu una nova foto d'aquest monument                                                   |
| Grup Escolar Pere Vila | BCIL 2000    | Noucentisme Josep Goday i Casals 1919-31                                                                        | Barcelona Pg. Lluís Companys, 18-22 - c. Almogàvers, 1-9 - c. Roger de Flor, 25-37 - av. Vilanova, 2-10       | 41° 23′ 30″ N, 2° 10′ 54″ E / 41.39162°N,2.18159°E   | IPA-40422 | Grup Escolar Pere Vila (Barcelona) · Vegeu més fotos d'aquest monument · Carregueu una nova foto d'aquest monument                                              |
| Estació de França | BCIL 2000    | Academicisme, arquitectura del ferro Pedro de Muguruza; Raimon Duran i Reynals; Andreu Montaner i Serra 1926-29 | Barcelona Av. Marqués de l'Argentera, 6-20 - c. Ocata, 1-3                                                    | 41° 23′ 04″ N, 2° 11′ 06″ E / 41.38449°N,2.185098°E  | IPA-40429 | Estació de França (Barcelona) · Vegeu més fotos d'aquest monument · Carregueu una nova foto d'aquest monument                                                   |
| Casa del Baró de Castellet, Palau del Baró de Castellet, Museu Picasso                                                     | BCIL 2000    | Gòtic, barroc, neoclassicisme Segles XIII, XVII, XVIII                                                          | Barcelona C. Montcada, 17                                                                                     | 41° 23′ 06″ N, 2° 10′ 52″ E / 41.385115°N,2.181018°E | IPA-40435 | Casa del Baró de Castellet (Barcelona) · Vegeu més fotos d'aquest monument · Carregueu una nova foto d'aquest monument                                          |
| Casa Cervelló,, Palau Cervelló, Palau Giudice, Galeria Maeght, Fundació Gaspar                                             | BCIL 2000    | Gòtic Segle XIV                                                                                                 | Barcelona C. Montcada, 25 - c. Seca, 7                                                                        | 41° 23′ 05″ N, 2° 10′ 54″ E / 41.384764°N,2.181569°E | IPA-40437 | Casa Cervelló (Barcelona) · Vegeu més fotos d'aquest monument · Carregueu una nova foto d'aquest monument                                                       |
| Duana Vella, Govern Civil, Delegació del Govern                                                                            | BCIL 2000    | Neoclassicisme Comte de Roncali 1790-92                                                                         | Barcelona Pla de Palau, 15 - c. Marquès de l'Argentera, 2 - c. Duana - c. General Castaños                    | 41° 23′ 00″ N, 2° 11′ 04″ E / 41.383380°N,2.184356°E | IPA-40444 | Duana Vella (Barcelona) · Vegeu més fotos d'aquest monument · Carregueu una nova foto d'aquest monument                                                         |
| Font de Santa Maria - Edifici d'habitatges del carrer Caputxes, 1                                                          | BCIL 2000    | Gòtic Segle XV, XVI                                                                                             | Barcelona Pl. Sta. Maria, 7-8 - Abaixadors, 16 - Caputxes, 1                                                  | 41° 23′ 00″ N, 2° 10′ 54″ E / 41.383438°N,2.181607°E | IPA-40463 | Font de Santa Maria (Barcelona) · Vegeu més fotos d'aquest monument · Carregueu una nova foto d'aquest monument                                                 |
| Casa Castanyer, Casa de la Marquesa de Moragas, Atheneum Polytecnium                                                       | BCIL 2000    | Neoclassicisme Ignasi March 1805                                                                                | Barcelona C. Sant Pere més Alt, 27                                                                            | 41° 23′ 18″ N, 2° 10′ 35″ E / 41.388247°N,2.176400°E | IPA-40472 | Casa Castanyer (Barcelona) · Vegeu més fotos d'aquest monument · Carregueu una nova foto d'aquest monument                                                      |
| Cercle Barcelonès de Sant Josep, Casa Tilebein                                                                             | BCIL 2000    | Academicisme 1773, 1833                                                                                         | Barcelona C. de Verdaguer i Callís, 12                                                                        | 41° 23′ 14″ N, 2° 10′ 33″ E / 41.387195°N,2.175953°E | IPA-40485 | Cercle Barcelonès de Sant Josep (Barcelona) · Vegeu més fotos d'aquest monument · Carregueu una nova foto d'aquest monument                                     |
| Edifici d'habitatges al carrer Mare de Déu del Pilar, 15                                                                   | BCIL 2000    | 1791, 1806 | Barcelona C. Mare de Déu del Pilar, 15-15 bis                                                                 | 41° 23′ 14″ N, 2° 10′ 35″ E / 41.387346°N,2.176281°E | IPA-52323 | Edifici d'habitatges al carrer Mare de Déu del Pilar, 15 (Barcelona) · Vegeu més fotos d'aquest monument · Carregueu una nova foto d'aquest monument            |
| Casa Berenguer d'Aguilar, Palau Aguilar, Museu Picasso                                                                     | BCIL 2000    | Gòtic, renaixement, barroc Segles XIII, XV-XVI, XVII                                                            | Barcelona C. Montcada, 15 - c. Cremat Gran, 2-6 - c. Cremat Xic, 2                                            | 41° 23′ 07″ N, 2° 10′ 51″ E / 41.385235°N,2.180872°E | IPA-40492 | Casa Berenguer d'Aguilar (Barcelona) · Vegeu més fotos d'aquest monument · Carregueu una nova foto d'aquest monument                                            |
| Casa Nadal, Palau Nadal, Antic Museu D'Art Precolombí                                                                      | BCIL 2000    | Gòtic, renaixement, neoclassicisme Adolf Florensa i Ferrer Segles XIII-XIX                                      | Barcelona C. Montcada, 14                                                                                     | 41° 23′ 06″ N, 2° 10′ 52″ E / 41.384917°N,2.181145°E | IPA-40493 | Casa Nadal (Barcelona) · Vegeu més fotos d'aquest monument · Carregueu una nova foto d'aquest monument                                                          |
| Palau del Marquès de Lió, antic Museu Tèxtil i de la Indumentària, Museu HUB Barcelona                                     | BCIL 2000    | Gòtic, renaixement, barroc Segles XIII, XVIII                                                                   | Barcelona C. Montcada, 12 - c. Barra de Ferro, 10                                                             | 41° 23′ 06″ N, 2° 10′ 51″ E / 41.385076°N,2.180877°E | IPA-40495 | Palau del Marquès de Lió (Barcelona) · Vegeu més fotos d'aquest monument · Carregueu una nova foto d'aquest monument                                            |
| Casa Dalmases, Palau Dalmases, antiga seu d'Òmnium Cultural                                                                | BCIL 2000    | Barroc, neoclassicisme Segle XVII-XIX                                                                           | Barcelona C. Montcada, 20 - c. Banys Vells, 13                                                                | 41° 23′ 05″ N, 2° 10′ 53″ E / 41.384654°N,2.181503°E | IPA-40496 | Casa Dalmases (Barcelona) · Vegeu més fotos d'aquest monument · Carregueu una nova foto d'aquest monument                                                       |
| Edifici d'habitatges al carrer Argenteria, 65                                                                              | BCIL 2000    | Obra popular 1803; 1871                                                                                         | Barcelona C. Argenteria, 65                                                                                   | 41° 23′ 01″ N, 2° 10′ 53″ E / 41.383602°N,2.181306°E | IPA-40751 | Edifici d'habitatges al carrer Argenteria, 65 (Barcelona) · Vegeu més fotos d'aquest monument · Carregueu una nova foto d'aquest monument                       |
| Edifici d'habitatges al carrer Basea, 8-10                                                                                 | BCIL 2000    | Gòtic, obra popular, barroc, darreres tendències Segle XIV, XVIII, XX                                           | Barcelona C. Basea, 8-10 - c. Argenteria, 62 - c. Tarongeta, 5                                                | 41° 23′ 00″ N, 2° 10′ 51″ E / 41.383423°N,2.180897°E | IPA-41157 | Edifici d'habitatges al carrer Basea, 8-10 (Barcelona) · Vegeu més fotos d'aquest monument · Carregueu una nova foto d'aquest monument                          |
| Edifici d'habitatges al carrer Caputxes, 3                                                                                 | BCIL 2000    | Obra popular Segles XV-XVI, XVIII                                                                               | Barcelona C. Caputxes, 3 - pl. Sta. Maria, 6                                                                  | 41° 23′ 00″ N, 2° 10′ 54″ E / 41.383372°N,2.181660°E | IPA-41163 | Edifici d'habitatges al carrer Caputxes, 3 (Barcelona) · Vegeu més fotos d'aquest monument · Carregueu una nova foto d'aquest monument                          |
| Edifici d'habitatges al carrer Caputxes, 5-6                                                                               | BCIL 2000    | Obra popular Segle XVIII (reforma)                                                                              | Barcelona C. Caputxes, 5-6 - pl. Sta. Maria, 5 - c. Plegamans, 5 - c. Anisadeta, 2                            | 41° 23′ 00″ N, 2° 10′ 54″ E / 41.383256°N,2.181692°E | IPA-41164 | Edifici d'habitatges al carrer Caputxes, 5-6 (Barcelona) · Vegeu més fotos d'aquest monument · Carregueu una nova foto d'aquest monument                        |
| Dos habitatges al carrer Mercader i la plaça Beates                                                                        | BCIL 2000    | Barroc Segles XVII-XVIII                                                                                        | Barcelona C. Mercaders, 42 - pl. Beates, 2                                                                    | 41° 23′ 10″ N, 2° 10′ 37″ E / 41.386057°N,2.176829°E | IPA-41189 | Dos habitatges al carrer Mercader i la plaça Beates (Barcelona) · Vegeu més fotos d'aquest monument · Carregueu una nova foto d'aquest monument                 |
| Edifici d'habitatges a la plaça de les Olles, 2                                                                            | BCIL 2000    | Historicisme neogòtic Enric Sagnier i Villavecchia 1910                                                         | Barcelona Pl. Olles, 2 - c. Dames, 6                                                                          | 41° 23′ 01″ N, 2° 10′ 59″ E / 41.383647°N,2.183076°E | IPA-41192 | Edifici d'habitatges a la plaça de les Olles, 2 (Barcelona) · Vegeu més fotos d'aquest monument · Carregueu una nova foto d'aquest monument                     |
| Casa Collasso, Casa Carbonell, Hotel del Mar                                                                               | BCIL 2000    | Neoclassicisme-romàntic Antoni Blanch 1834                                                                      | Barcelona Pla de Palau, 19 - c. Reina Cristina, 14 - pas Sota Muralla, 15                                     | 41° 22′ 56″ N, 2° 11′ 02″ E / 41.382100°N,2.184010°E | IPA-41195 | Casa Collasso (Barcelona) · Vegeu més fotos d'aquest monument · Carregueu una nova foto d'aquest monument                                                       |
| Porxos del Rec | BCIL 2000    | Obra popular Segles XVIII, XIX                                                                                  | Barcelona C. Rec, 38-56                                                                                       | 41° 23′ 05″ N, 2° 10′ 59″ E / 41.384761°N,2.183146°E | IPA-41207 | Porxos del Rec (Barcelona) · Vegeu més fotos d'aquest monument · Carregueu una nova foto d'aquest monument                                                      |
| Edifici al carrer Vigatans, 4, Palau Vigatans                                                                              | BCIL 2000    | Obra popular, gòtic tardà, barroc Segle XVI; 1864; 1966                                                         | Barcelona C. Vigatans, 4 - c. Giriti, 3                                                                       | 41° 23′ 03″ N, 2° 10′ 47″ E / 41.384118°N,2.179728°E | IPA-41229 | Edifici al carrer Vigatans, 4 (Barcelona) · Vegeu més fotos d'aquest monument · Carregueu una nova foto d'aquest monument                                       |
| Gratacels Urquinaona, Edifici Fàbregas                                                                                     | BCIL 2000    | Racionalisme Luis Gutiérrez Soto, Carlos Martínez Sánchez 1936-44                                               | Barcelona C. Trafalgar, 2-4 - c. Jonqueres, 16-18                                                             | 41° 23′ 20″ N, 2° 10′ 26″ E / 41.388894°N,2.174017°E | IPA-41292 | Gratacels Urquinaona (Barcelona) · Vegeu més fotos d'aquest monument · Carregueu una nova foto d'aquest monument                                                |
| Castell dels Tres Dragons, antic Cafè-Restaurant de l'Exposició, Museu de Zoologia                                         | BCIL 2000    | Modernisme, eclecticisme Lluís Domènech i Montaner 1887-88                                                      | Barcelona Parc de la Ciutadella                                                                               | 41° 23′ 18″ N, 2° 11′ 01″ E / 41.388202°N,2.183579°E | IPA-42301 | Castell dels Tres Dragons (Barcelona) · Vegeu més fotos d'aquest monument · Carregueu una nova foto d'aquest monument                                           |
| Hivernacle | BCIL 2000    | Arquitectura del ferro Josep Amargós i Samaranch 1883-87                                                        | Barcelona Parc de la Ciutadella                                                                               | 41° 23′ 15″ N, 2° 11′ 02″ E / 41.387638°N,2.183928°E | IPA-42302 | Hivernacle (Barcelona) · Vegeu més fotos d'aquest monument · Carregueu una nova foto d'aquest monument                                                          |
| Museu Martorell de Geologia                                                                                                | BCIL 2000    | Historicisme, eclecticisme Antoni Rovira i Trias 1882                                                           | Barcelona Parc de la Ciutadella                                                                               | 41° 23′ 14″ N, 2° 11′ 04″ E / 41.387115°N,2.184372°E | IPA-42303 | Museu Martorell de Geologia (Barcelona) · Vegeu més fotos d'aquest monument · Carregueu una nova foto d'aquest monument                                         |
| Umbracle | BCIL 2000    | Arquitectura del ferro Josep Fontseré i Mestres 1883-88                                                         | Barcelona Parc de la Ciutadella                                                                               | 41° 23′ 12″ N, 2° 11′ 06″ E / 41.386767°N,2.185124°E | IPA-42304 | Umbracle (Barcelona) · Vegeu més fotos d'aquest monument · Carregueu una nova foto d'aquest monument                                                            |
| Antic Palau dels Marquesos d'Alòs, Penya Cultural Barcelonesa                                                              | BCIL 2000    | XVII-XVIII, XIX                                                                                                 | Barcelona C. Sant Pere més Baix, 55 - c. d'en Mònec, 2                                                        | 41° 23′ 17″ N, 2° 10′ 43″ E / 41.388191°N,2.178582°E | IPA-42454 | Antic Palau dels Marquesos d'Alòs (Barcelona) · Vegeu més fotos d'aquest monument · Carregueu una nova foto d'aquest monument                                   |
| Casa Meca | BCIL 2000    | Gòtic, historicisme Joaquim Vilaseca i Rivera Segle XIV; 1965                                                   | Barcelona Pg. Born, 17 - c. Mosques, 10                                                                       | 41° 23′ 05″ N, 2° 10′ 57″ E / 41.384754°N,2.182600°E | IPA-42598 | Casa Meca (Barcelona) · Vegeu més fotos d'aquest monument · Carregueu una nova foto d'aquest monument                                                           |
| Casa Puigxuriguer, Casa de la Custòdia, Museu del Mamut                                                                    | BCIL 2000    | Gòtic Segle XVI, XVIII-XIX                                                                                      | Barcelona C. Montcada, 1 - c. Assaonadors, 2-8 - plta. Marcús                                                 | 41° 23′ 08″ N, 2° 10′ 49″ E / 41.385614°N,2.180267°E | IPA-42599 | Casa Puigxuriguer (Barcelona) · Vegeu més fotos d'aquest monument · Carregueu una nova foto d'aquest monument                                                   |
| Casa Vicente Ferrer | BCIL 2000    | Eclecticisme Antoni Rovira i Rabassa 1886                                                                       | Barcelona C. Comerç, 60-64 - c. Ribera, 2 - c. Antic St. Joan, 7-11                                           | 41° 23′ 05″ N, 2° 11′ 02″ E / 41.384821°N,2.184010°E | IPA-42600 | Casa Vicente Ferrer (Barcelona) · Vegeu més fotos d'aquest monument · Carregueu una nova foto d'aquest monument                                                 |
| Habitatge al carrer Arc de Sant Silvestre, 4                                                                               | BCIL 2000    | Segle XVII-XVIII                                                                                                | Barcelona C. de l'Arc de Sant Silvestre, 4                                                                    | 41° 23′ 07″ N, 2° 10′ 43″ E / 41.385305°N,2.178642°E | IPA-42601 | Habitatge al carrer Arc de Sant Silvestre, 4 (Barcelona) · Vegeu més fotos d'aquest monument · Carregueu una nova foto d'aquest monument                        |
| Habitatge al carrer de les Basses de Sant Pere, 4                                                                          | BCIL 2000    | Gòtic Segle XIV-XVI, XVIII-XIX                                                                                  | Barcelona C. de les Basses de Sant Pere, 4-4 bis i 2A                                                         | 41° 23′ 18″ N, 2° 10′ 49″ E / 41.388427°N,2.18023°E  | IPA-42602 | Habitatge al carrer de les Basses de Sant Pere, 4 (Barcelona) · Vegeu més fotos d'aquest monument · Carregueu una nova foto d'aquest monument                   |
| Habitatge al carrer Carders, 29                                                                                            | BCIL 2000    | Barroc Segle XVIII                                                                                              | Barcelona C. Carders, 29                                                                                      | 41° 23′ 13″ N, 2° 10′ 49″ E / 41.386860°N,2.180255°E | IPA-42605 | Habitatge al carrer Carders, 29 (Barcelona) · Vegeu més fotos d'aquest monument · Carregueu una nova foto d'aquest monument                                     |
| Habitatge al carrer Princesa, 27                                                                                           | BCIL 2000    | Neoclassicisme Felip Ubach 1854                                                                                 | Barcelona C. de la Princesa, 27                                                                               | 41° 23′ 08″ N, 2° 10′ 51″ E / 41.385624°N,2.180734°E | IPA-42606 | Habitatge al carrer Princesa, 27 (Barcelona) · Vegeu més fotos d'aquest monument · Carregueu una nova foto d'aquest monument                                    |
| Habitatge al carrer Sant Antoni dels Sombrerers, 3                                                                         | BCIL 2000    | Obra popular, gòtic Segles XVI-XVII; segle XVIII-XIX                                                            | Barcelona C. de Sant Antoni dels Sombrerers, 3                                                                | 41° 23′ 03″ N, 2° 10′ 54″ E / 41.384214°N,2.181697°E | IPA-42607 | Habitatge al carrer Sant Antoni dels Sombrerers, 3 (Barcelona) · Vegeu més fotos d'aquest monument · Carregueu una nova foto d'aquest monument                  |
| Habitatge al carrer Sant Pere més Alt, 18, Casa de les Quatre Estacions                                                    | BCIL 2000    | Barroc, Neoclassicisme-romàntic 1779                                                                            | Barcelona C. Sant Pere més Alt, 18 - c. Mare de Déu del Pilar, 28                                             | 41° 23′ 16″ N, 2° 10′ 34″ E / 41.387721°N,2.176024°E | IPA-42608 | Habitatge al carrer Sant Pere més Alt, 18 (Barcelona) · Vegeu més fotos d'aquest monument · Carregueu una nova foto d'aquest monument                           |
| Habitatge al carrer Sant Pere més Baix, 62                                                                                 | BCIL 2000    | Neoclassicisme-romàntic Segle XVIII, XIX                                                                        | Barcelona C. Sant Pere més Baix, 62                                                                           | 41° 23′ 17″ N, 2° 10′ 42″ E / 41.388015°N,2.178419°E | IPA-42609 | Habitatge al carrer Sant Pere més Baix, 62 (Barcelona) · Vegeu més fotos d'aquest monument · Carregueu una nova foto d'aquest monument                          |
| Habitatge al carrer Vigatans, 8                                                                                            | BCIL 2000    | Obra popular, gòtic Segle XV-XVI, XVII-XVIII                                                                    | Barcelona C. Vigatans, 8 - c. Mirallers, 2 - c. Grunyí, 7                                                     | 41° 23′ 03″ N, 2° 10′ 48″ E / 41.384303°N,2.179987°E | IPA-42610 | Habitatge al carrer Vigatans, 8 (Barcelona) · Vegeu més fotos d'aquest monument · Carregueu una nova foto d'aquest monument                                     |
| Habitatge al passeig del Born, 16                                                                                          | BCIL 2000    | Obra popular, gòtic Segles XV-XVI, XVIII                                                                        | Barcelona Pg. Born, 16 - c. Esparteria, 9                                                                     | 41° 23′ 04″ N, 2° 10′ 58″ E / 41.384448°N,2.182729°E | IPA-42611 | Habitatge al passeig del Born, 16 (Barcelona) · Vegeu més fotos d'aquest monument · Carregueu una nova foto d'aquest monument                                   |
| Habitatge al Fossar de les Moreres, 2                                                                                      | BCIL 2000    | Obra popular Segle XVI, XVIII                                                                                   | Barcelona Pl. Fossar de les Moreres, 2-4                                                                      | 41° 23′ 01″ N, 2° 10′ 57″ E / 41.383556°N,2.182378°E | IPA-42612 | Habitatge al Fossar de les Moreres, 2 (Barcelona) · Vegeu més fotos d'aquest monument · Carregueu una nova foto d'aquest monument                               |
| Hotel Park | BCIL 2000    | Racionalisme Antoni de Moragas i Gallissà 1950-1953                                                             | Barcelona Av. Marquès de l'Argentera, 11 - c. Rec, 79-89 - c. Antic St. Joan, 22-34 - c. Guillem, 6           | 41° 23′ 03″ N, 2° 11′ 04″ E / 41.384211°N,2.184443°E | IPA-42614 | Hotel Park (Barcelona) · Vegeu més fotos d'aquest monument · Carregueu una nova foto d'aquest monument                                                          |
| Institut de Cultura i Biblioteca Popular de la Dona, Biblioteca Francesca Bonnemaison, Institut del Teatre, Casa Cordelles | BCIL 2000    | Gòtic, obra popular Josep Fontseré i Mestres, Victor Argent i Salvadó XVI-XVII, 1857                            | Barcelona C. Sant Pere més Baix, 7-9 - c. Verdaguer i Callís, 3                                               | 41° 23′ 11″ N, 2° 10′ 34″ E / 41.386435°N,2.176212°E | IPA-42615 | Institut de Cultura i Biblioteca Popular de la Dona (Barcelona) · Vegeu més fotos d'aquest monument · Carregueu una nova foto d'aquest monument                 |
| La Seca | BCIL 2000    | Barroc XIII-XIV, XVII, XIX-XX                                                                                   | Barcelona C. Flassaders, 40 - c. Seca, 2A 2B 2C - c. Mosques, 9-11                                            | 41° 23′ 06″ N, 2° 10′ 56″ E / 41.384946°N,2.182266°E | IPA-42616 | La Seca (Barcelona) · Vegeu més fotos d'aquest monument · Carregueu una nova foto d'aquest monument                                                             |
| Porxada de la plaça Sant Agustí Vell                                                                                       | BCIL 2000    | Obra popular Segle XV, XVIII                                                                                    | Barcelona C. Portal Nou, 2-8 - pl. St. Agustí Vell, 10-13 - c. Petons, 23-25                                  | 41° 23′ 17″ N, 2° 10′ 50″ E / 41.388158°N,2.180640°E | IPA-42619 | Porxada de la plaça Sant Agustí Vell (Barcelona) · Vegeu més fotos d'aquest monument · Carregueu una nova foto d'aquest monument                                |
| Porxos de Vidal Quadras | BCIL 2000    | Neoclassicisme Francesc Vila i Espliego 1839                                                                    | Barcelona Pg. Isabel II, 2-6 - c. Llauder, 2 - Pas Sota Muralla, 1                                            | 41° 22′ 53″ N, 2° 10′ 58″ E / 41.381484°N,2.182663°E | IPA-42620 | Porxos de Vidal Quadras (Barcelona) · Vegeu més fotos d'aquest monument · Carregueu una nova foto d'aquest monument                                             |
| Casa Finestres, Museu Picasso                                                                                              | BCIL 2000    | Gòtic XIII-XIV                                                                                                  | Barcelona C. Montcada, 23 - c. Seca, 9                                                                        | 41° 23′ 05″ N, 2° 10′ 53″ E / 41.384855°N,2.181416°E | IPA-42657 | Casa Finestres (Barcelona) · Vegeu més fotos d'aquest monument · Carregueu una nova foto d'aquest monument                                                      |
| Palau Meca, Museu Picasso                                                                                                  | BCIL 2000    | Gòtic, barroc Segle XIII-XIV, XVIII                                                                             | Barcelona C. Montcada, 19                                                                                     | 41° 23′ 06″ N, 2° 10′ 52″ E / 41.385021°N,2.181180°E | IPA-42658 | Palau Meca (Barcelona) · Vegeu més fotos d'aquest monument · Carregueu una nova foto d'aquest monument                                                          |
| Casa Mauri, Museu Picasso                                                                                                  | BCIL 2000    | Barroc Segle XVIII, XX                                                                                          | Barcelona C. Montcada, 21                                                                                     | 41° 23′ 06″ N, 2° 10′ 53″ E / 41.384933°N,2.181309°E | IPA-42659 | Casa Mauri (Barcelona) · Vegeu més fotos d'aquest monument · Carregueu una nova foto d'aquest monument                                                          |
| Farmàcia Joaquim Cases | BCIL 2016    | Modernisme XIX                                                                                                  | Barcelona Pl. de la Llana, 11 - c. Corders, 2                                                                 | 41° 23′ 07″ N, 2° 10′ 46″ E / 41.385246°N,2.179447°E | IPA-42876 | Farmàcia Joaquim Cases (Barcelona) · Vegeu més fotos d'aquest monument · Carregueu una nova foto d'aquest monument                                              |
| Farmàcia Doctor Diví, Farmàcia Modelo, Farmàcia Santa Caterina                                                             | BCIL 2016    | XX | Barcelona C. Carders, 3 - c. Giralt el Pellisser, 1-3                                                         | 41° 23′ 09″ N, 2° 10′ 48″ E / 41.385888°N,2.179864°E | IPA-43397 | Farmàcia Doctor Diví (Barcelona) · Vegeu més fotos d'aquest monument · Carregueu una nova foto d'aquest monument                                                |
| Casa Gispert | BCIL 2016    | XIX | Barcelona C. Sombrerers, 23 - c. St. Antoni Sombrerers, 8                                                     | 41° 23′ 03″ N, 2° 10′ 55″ E / 41.384146°N,2.181895°E | IPA-43595 | Casa Gispert (Barcelona) · Vegeu més fotos d'aquest monument · Carregueu una nova foto d'aquest monument                                                        |
| Edifici d'habitatges i antiga fàbrica tèxtil Vilumara                                                                      | BCIL 2000    | Final XVIII; 1858                                                                                               | Barcelona C. Sant Pere més Baix, 42                                                                           | 41° 23′ 15″ N, 2° 10′ 40″ E / 41.387433°N,2.177779°E | IPA-45786 | Edifici d'habitatges i antiga fàbrica tèxtil Vilumara (Barcelona) · Vegeu més fotos d'aquest monument · Carregueu una nova foto d'aquest monument               |
| Font de la Dama del paraigua                                                                                               | BCIL 2000    | Modernisme 1885                                                                                                 | Barcelona Parc de la Ciutadella                                                                               | 41° 23′ 08″ N, 2° 11′ 22″ E / 41.38558°N,2.18944°E   | IPA-52180 | Font de la Dama del paraigua (Barcelona) · Vegeu més fotos d'aquest monument · Carregueu una nova foto d'aquest monument                                        |
| Cascada del Parc de la Ciutadella                                                                                          | BCIL 2000    | Eclecticisme, neoclassicisme Josep Fontseré i Mestre 1875-1888                                                  | Barcelona Parc de la Ciutadella                                                                               | 41° 23′ 24″ N, 2° 11′ 12″ E / 41.38996°N,2.18659°E   | IPA-52181 | Cascada del Parc de la Ciutadella (Barcelona) · Vegeu més fotos d'aquest monument · Carregueu una nova foto d'aquest monument                                   |
| Escultura Desconsol | BCIL 2000    | Modernisme Josep Llimona i Bruguera 1917                                                                        | Barcelona Parc de la Ciutadella                                                                               | 41° 23′ 16″ N, 2° 11′ 17″ E / 41.38765°N,2.18808°E   | IPA-52191 | Escultura Desconsol (Barcelona) · Vegeu més fotos d'aquest monument · Carregueu una nova foto d'aquest monument                                                 |
| Conjunt del passeig Lluís Companys                                                                                         | BCIL 2000    | Eclecticisme 1888                                                                                               | Barcelona Pg. Lluís Companys, explanada central                                                               | 41° 23′ 24″ N, 2° 10′ 55″ E / 41.389986°N,2.182041°E | IPA-52192 | Conjunt del passeig Lluís Companys (Barcelona) · Vegeu més fotos d'aquest monument · Carregueu una nova foto d'aquest monument                                  |
| Monument a Bonaventura Carles Aribau                                                                                       | BCIL 2000    | Eclecticisme 1884                                                                                               | Barcelona Parc de la Ciutadella                                                                               | 41° 23′ 20″ N, 2° 11′ 05″ E / 41.38879°N,2.18477°E   | IPA-52195 | Monument a Bonaventura Carles Aribau (Barcelona) · Vegeu més fotos d'aquest monument · Carregueu una nova foto d'aquest monument                                |
| Monument a Francesc de P. Rius i Taulet                                                                                    | BCIL 2000    | Eclecticisme 1897-1901                                                                                          | Barcelona Pg. Lluís Companys, 2 - pg. de Pujades 3                                                            | 41° 23′ 20″ N, 2° 11′ 00″ E / 41.38901°N,2.18332°E   | IPA-52202 | Monument a Francesc de P. Rius i Taulet (Barcelona) · Vegeu més fotos d'aquest monument · Carregueu una nova foto d'aquest monument                             |
| Portes d'accés al Parc de la Ciutadella                                                                                    | BCIL 2000    | Monumentalisme academicista Josep Fontseré i Mestres 1876-1880                                                  | Barcelona Parc de la Ciutadella, pg. dels Til·lers, pg. de Pujades                                            | 41° 23′ 09″ N, 2° 11′ 10″ E / 41.385815°N,2.186024°E | IPA-52214 | Portes d'accés al Parc de la Ciutadella (Barcelona) · Vegeu més fotos d'aquest monument · Carregueu una nova foto d'aquest monument                             |
| Edifici annex de la Caixa de Pensions per a la Vellesa i d'Estalvis, Casal de la Previsió                                  | BCIL 2000    | Eclecticisme neogòtic Enric Sagnier i Villavecchia 1917-1918                                                    | Barcelona C. Jonqueres, 2 - c. Ortigosa - c. Ramon Mas, 2-6 - c. Amadeu Vives, 3-5                            | 41° 23′ 15″ N, 2° 10′ 28″ E / 41.387630°N,2.174544°E | IPA-52218 | Edifici annex de la Caixa de Pensions per a la Vellesa i d'Estalvis (Barcelona) · Vegeu més fotos d'aquest monument · Carregueu una nova foto d'aquest monument |
| Font del Geni Català, Monument al Marquès de Campo Sagrado                                                                 | BCIL 2000    | Neoclassicisme 1852-1856                                                                                        | Barcelona Pla de Palau                                                                                        | 41° 22′ 58″ N, 2° 11′ 01″ E / 41.38280°N,2.18348°E   | IPA-52221 | Font del Geni Català (Barcelona) · Vegeu més fotos d'aquest monument · Carregueu una nova foto d'aquest monument                                                |
| Monument al General Prim                                                                                                   | BCIL 2000    | Academicisme 1882-1887                                                                                          | Barcelona Parc de la Ciutadella, pg. dels Til·lers                                                            | 41° 23′ 11″ N, 2° 11′ 13″ E / 41.38642°N,2.18683°E   | IPA-52226 | Monument al General Prim (Barcelona) · Vegeu més fotos d'aquest monument · Carregueu una nova foto d'aquest monument                                            |
| Casa Josep Llonch | BCIL 2000    | Neoclassicisme Oleguer Vilageliu i Castells 1852                                                                | Barcelona C. Princesa, 22 - c. Montcada, 7                                                                    | 41° 23′ 08″ N, 2° 10′ 50″ E / 41.385442°N,2.180614°E | IPA-52258 | Casa Josep Llonch (Barcelona) · Vegeu més fotos d'aquest monument · Carregueu una nova foto d'aquest monument                                                   |
| Edifici d'habitatges al carrer Sombrerers, 25                                                                              | BCIL 2000    | Neoclassicisme Segona meitat del segle XVIII                                                                    | Barcelona C. Sombrerers, 25 - c. St. Antoni dels Sombrerers, 11                                               | 41° 23′ 03″ N, 2° 10′ 55″ E / 41.384218°N,2.181990°E | IPA-52267 | Edifici d'habitatges al carrer Sombrerers, 25 (Barcelona) · Vegeu més fotos d'aquest monument · Carregueu una nova foto d'aquest monument                       |
| Edifici d'habitatges al carrer Sombrerers, 7                                                                               | BCIL 2000    | Barroc 1769 aprox.                                                                                              | Barcelona C. Sombrerers, 7 - c. Mirallers, 18                                                                 | 41° 23′ 02″ N, 2° 10′ 54″ E / 41.383816°N,2.181676°E | IPA-52269 | Edifici d'habitatges al carrer Sombrerers, 7 (Barcelona) · Vegeu més fotos d'aquest monument · Carregueu una nova foto d'aquest monument                        |
| Edifici d'habitatges al carrer Flassaders, 21                                                                              | BCIL 2000    | XVII | Barcelona C. Flassaders, 21 - c. Hostal St. Antoni, 6 - c. Sabateret, 1-3                                     | 41° 23′ 08″ N, 2° 10′ 55″ E / 41.385563°N,2.181958°E | IPA-52280 | Edifici d'habitatges al carrer Flassaders, 21 (Barcelona) · Vegeu més fotos d'aquest monument · Carregueu una nova foto d'aquest monument                       |
| Casa Casanovas | BCIL 2000    | Barroc Francesc Vila 1852                                                                                       | Barcelona C. Flassaders, 32 - c. Cirera, 9-11                                                                 | 41° 23′ 07″ N, 2° 10′ 55″ E / 41.385414°N,2.182040°E | IPA-52282 | Casa Casanovas (Barcelona) · Vegeu més fotos d'aquest monument · Carregueu una nova foto d'aquest monument                                                      |
| Edifici d'habitatges al carrer Flassaders, 42                                                                              | BCIL 2000    | Neoclassicisme XVIII, 1864                                                                                      | Barcelona C. Flassaders, 42 - c. Mosques, 13-15                                                               | 41° 23′ 06″ N, 2° 10′ 57″ E / 41.385138°N,2.182504°E | IPA-52284 | Edifici d'habitatges al carrer Flassaders, 42 (Barcelona) · Vegeu més fotos d'aquest monument · Carregueu una nova foto d'aquest monument                       |
| Font dels Nens, Gerro amb nens                                                                                             | BCIL 2000    | Academicisme Josep Reynés i Gurgui 1884                                                                         | Barcelona Parc de la Ciutadella                                                                               | 41° 23′ 17″ N, 2° 11′ 02″ E / 41.38815°N,2.18400°E   | IPA-52285 | Font dels Nens (Barcelona) · Vegeu més fotos d'aquest monument · Carregueu una nova foto d'aquest monument                                                      |
| Asil Bressol del Nen Jesús                                                                                                 | BCIL 2000    | Gòtic tardà Segle XV                                                                                            | Barcelona C. Montcada, 18                                                                                     | 41° 23′ 05″ N, 2° 10′ 53″ E / 41.384788°N,2.181322°E | IPA-52298 | Asil Bressol del Nen Jesús (Barcelona) · Vegeu més fotos d'aquest monument · Carregueu una nova foto d'aquest monument                                          |
| Hostal de la Bona Sort | BCIL 2000    | Renaixement S. XVI-XVIII                                                                                        | Barcelona C. Carders, 12-12 bis - c. Assaonadors, 13                                                          | 41° 23′ 10″ N, 2° 10′ 48″ E / 41.386112°N,2.180077°E | IPA-52304 | Hostal de la Bona Sort (Barcelona) · Vegeu més fotos d'aquest monument · Carregueu una nova foto d'aquest monument                                              |
| Edifici d'habitatges a la plaça de la Llana, 14                                                                            | BCIL 2000    | Obra popular Segle XVIII                                                                                        | Barcelona Pl. Llana, 14 - c. Candeles, 2                                                                      | 41° 23′ 06″ N, 2° 10′ 46″ E / 41.385111°N,2.179448°E | IPA-52330 | Edifici d'habitatges a la plaça de la Llana, 14 (Barcelona) · Vegeu més fotos d'aquest monument · Carregueu una nova foto d'aquest monument                     |
| Edifici d'habitatges a la plaça Fossar de les Moreres, 10                                                                  | BCIL 2000    | Barroc XVIII | Barcelona Pl. Fossar de les Moreres, 10 - c. Volta dels Tamborets, 4                                          | 41° 23′ 02″ N, 2° 10′ 57″ E / 41.383798°N,2.182608°E | IPA-52358 | Edifici d'habitatges a la plaça Fossar de les Moreres, 10 (Barcelona) · Vegeu més fotos d'aquest monument · Carregueu una nova foto d'aquest monument           |
| Edifici d'habitatges al carrer Barra de Ferro, 8                                                                           | BCIL 2000    | Obra popular Final segle XVIII                                                                                  | Barcelona C. Barra de Ferro, 8                                                                                | 41° 23′ 06″ N, 2° 10′ 50″ E / 41.384970°N,2.180474°E | IPA-52363 | Edifici d'habitatges al carrer Barra de Ferro, 8 (Barcelona) · Vegeu més fotos d'aquest monument · Carregueu una nova foto d'aquest monument                    |
| Edifici d'habitatges al carrer Argenteria, 29                                                                              | BCIL 2000    | Neoclassicisme-Romàntic XVIII-XIX                                                                               | Barcelona C. Argenteria, 29 - c. Giriti                                                                       | 41° 23′ 02″ N, 2° 10′ 47″ E / 41.383841°N,2.179838°E | IPA-52364 | Edifici d'habitatges al carrer Argenteria, 29 (Barcelona) · Vegeu més fotos d'aquest monument · Carregueu una nova foto d'aquest monument                       |
| Edifici d'habitatges al carrer Argenteria, 39                                                                              | BCIL 2000    | Obra popular XVI-XIX                                                                                            | Barcelona C. Argenteria, 39 - c. Grunyí                                                                       | 41° 23′ 02″ N, 2° 10′ 48″ E / 41.383759°N,2.180115°E | IPA-52366 | Edifici d'habitatges al carrer Argenteria, 39 (Barcelona) · Vegeu més fotos d'aquest monument · Carregueu una nova foto d'aquest monument                       |
| Edifici d'habitatges al carrer Argenteria, 49                                                                              | BCIL 2000    | Obra popular Inici segle XIX                                                                                    | Barcelona C. Argenteria, 49 - c. Brosolí                                                                      | 41° 23′ 01″ N, 2° 10′ 50″ E / 41.383711°N,2.180443°E | IPA-52368 | Edifici d'habitatges al carrer Argenteria, 49 (Barcelona) · Vegeu més fotos d'aquest monument · Carregueu una nova foto d'aquest monument                       |
| Edifici d'habitatges al passeig del Born, 4                                                                                | BCIL 2000    | Obra popular Inici segle XIX                                                                                    | Barcelona Pg. Born, 4 - c. Volta d'en Bufanalla, 2                                                            | 41° 23′ 03″ N, 2° 10′ 57″ E / 41.384100°N,2.182568°E | IPA-52370 | Edifici d'habitatges al passeig del Born, 4 (Barcelona) · Vegeu més fotos d'aquest monument · Carregueu una nova foto d'aquest monument                         |
| Edifici d'habitatges al carrer Bòria, 21                                                                                   | BCIL 2000    | Obra popular XIX                                                                                                | Barcelona C. Bòria, 21 - c. Arc St. Onofre, 2                                                                 | 41° 23′ 05″ N, 2° 10′ 44″ E / 41.3847°N,2.178887°E   | IPA-52389 | Edifici d'habitatges al carrer Bòria, 21 (Barcelona) · Vegeu més fotos d'aquest monument · Carregueu una nova foto d'aquest monument                            |
| Edifici d'habitatges al carrer Bòria, 20-22                                                                                | BCIL 2000    | Barroc 1786 | Barcelona C. Bòria, 22 - c. St. Ignasi, 1 bis - c. Volta d'en Colomines, 2                                    | 41° 23′ 05″ N, 2° 10′ 44″ E / 41.384644°N,2.178957°E | IPA-52393 | Edifici d'habitatges al carrer Bòria, 20-22 (Barcelona) · Vegeu més fotos d'aquest monument · Carregueu una nova foto d'aquest monument                         |
| Edifici d'habitatges al carrer Bòria, 24-26                                                                                | BCIL 2000    | Barroc XVIII | Barcelona C. Bòria, 24-26 - c. Civader, 2 - c. Volta d'en Colomines, 1 - pl. Llana                            | 41° 23′ 05″ N, 2° 10′ 45″ E / 41.384746°N,2.179069°E | IPA-52396 | Edifici d'habitatges al carrer Bòria, 24-26 (Barcelona) · Vegeu més fotos d'aquest monument · Carregueu una nova foto d'aquest monument                         |
| Edifici d'habitatges al carrer Mercaders, 10                                                                               | BCIL 2000    | Obra popular XVIII-XIX                                                                                          | Barcelona C. Mercaders, 10 - c. Sidé, 1 bis                                                                   | 41° 23′ 06″ N, 2° 10′ 43″ E / 41.385051°N,2.178715°E | IPA-52398 | Edifici d'habitatges al carrer Mercaders, 10 (Barcelona) · Vegeu més fotos d'aquest monument · Carregueu una nova foto d'aquest monument                        |
| Edifici d'habitatges al passeig Born, 12                                                                                   | BCIL 2000    | Obra popular XVIII-XIX                                                                                          | Barcelona Pg. Born, 12 - c. Formatgeria, 2                                                                    | 41° 23′ 04″ N, 2° 10′ 58″ E / 41.384362°N,2.182702°E | IPA-52402 | Edifici d'habitatges al passeig Born, 12 (Barcelona) · Vegeu més fotos d'aquest monument · Carregueu una nova foto d'aquest monument                            |
| Edifici d'habitatges al passeig Born, 20                                                                                   | BCIL 2000    | Obra popular XVIII-XIX                                                                                          | Barcelona Pg. Born, 20 - c. Volta d'en Dusai, 2                                                               | 41° 23′ 04″ N, 2° 10′ 58″ E / 41.384538°N,2.182843°E | IPA-52411 | Edifici d'habitatges al passeig Born, 20 (Barcelona) · Vegeu més fotos d'aquest monument · Carregueu una nova foto d'aquest monument                            |
| Edifici d'habitatges al carrer Brosolí, 3                                                                                  | BCIL 2000    | Obra popular XV, XVIII                                                                                          | Barcelona C. Brosolí, 3                                                                                       | 41° 23′ 03″ N, 2° 10′ 50″ E / 41.384033°N,2.180539°E | IPA-52413 | Edifici d'habitatges al carrer Brosolí, 3 (Barcelona) · Vegeu més fotos d'aquest monument · Carregueu una nova foto d'aquest monument                           |
| Edifici d'habitatges al carrer Consolat de Mar, 15                                                                         | BCIL 2000    | Obra popular XIX                                                                                                | Barcelona C. Consolat de Mar, 15 - pl. Antonio López, 3                                                       | 41° 22′ 56″ N, 2° 10′ 55″ E / 41.382163°N,2.181915°E | IPA-52420 | Edifici d'habitatges al carrer Consolat de Mar, 15 (Barcelona) · Vegeu més fotos d'aquest monument · Carregueu una nova foto d'aquest monument                  |
| Edifici d'habitatges al carrer Consolat de Mar, 17                                                                         | BCIL 2000    | Obra popular XIX                                                                                                | Barcelona C. Consolat de Mar, 17 - c. Agullers, 4                                                             | 41° 22′ 56″ N, 2° 10′ 55″ E / 41.382221°N,2.181942°E | IPA-52424 | }} |
| Edifici d'habitatges al carrer Consolat de Mar, 21                                                                         | BCIL 2000    | Obra popular XIX                                                                                                | Barcelona C. Consolat de Mar, 21                                                                              | 41° 22′ 56″ N, 2° 10′ 55″ E / 41.382310°N,2.181997°E | IPA-52429 | Edifici d'habitatges al carrer Consolat de Mar, 21 (Barcelona) · Vegeu més fotos d'aquest monument · Carregueu una nova foto d'aquest monument                  |
| Edifici d'habitatges al carrer Consolat de Mar, 23                                                                         | BCIL 2000    | Obra popular Joan Soler i Cortina 1846                                                                          | Barcelona C. Consolat de Mar, 23 - c. Portadores, 6                                                           | 41° 22′ 56″ N, 2° 10′ 55″ E / 41.382341°N,2.182017°E | IPA-52430 | Edifici d'habitatges al carrer Consolat de Mar, 23 (Barcelona) · Vegeu més fotos d'aquest monument · Carregueu una nova foto d'aquest monument                  |
| Edifici d'habitatges al carrer Consolat de Mar, 25                                                                         | BCIL 2000    | Obra popular XIX                                                                                                | Barcelona C. Consolat de Mar, 25 - c. Portadores, 8                                                           | 41° 22′ 57″ N, 2° 10′ 55″ E / 41.382377°N,2.182049°E | IPA-52431 | Edifici d'habitatges al carrer Consolat de Mar, 25 (Barcelona) · Vegeu més fotos d'aquest monument · Carregueu una nova foto d'aquest monument                  |
| Edifici d'habitatges al carrer Consolat de Mar, 27-29                                                                      | BCIL 2000    | Obra popular Josep Buxareu 1861                                                                                 | Barcelona C. Consolat de Mar, 27-29 - c. Portadores, 5-7                                                      | 41° 22′ 57″ N, 2° 10′ 56″ E / 41.382489°N,2.182088°E | IPA-52433 | Edifici d'habitatges al carrer Consolat de Mar, 27-29 (Barcelona) · Vegeu més fotos d'aquest monument · Carregueu una nova foto d'aquest monument               |
| Edifici d'habitatges al carrer Consolat de Mar, 31                                                                         | BCIL 2000    | Obra popular Mitjan segle XIX                                                                                   | Barcelona C. Consolat de Mar, 31 - c. Trompetes, 6                                                            | 41° 22′ 57″ N, 2° 10′ 56″ E / 41.382558°N,2.182128°E | IPA-52434 | Edifici d'habitatges al carrer Consolat de Mar, 31 (Barcelona) · Vegeu més fotos d'aquest monument · Carregueu una nova foto d'aquest monument                  |
| Habitatge al carrer Consolat de Mar, 33                                                                                    | BCIL 2000    | Obra popular Segle XV, XVIII-XIX                                                                                | Barcelona C. Consolat de Mar, 33 - c. Panses, 2                                                               | 41° 22′ 58″ N, 2° 10′ 56″ E / 41.382660°N,2.182158°E | IPA-42603 | Habitatge al carrer Consolat de Mar, 33 (Barcelona) · Vegeu més fotos d'aquest monument · Carregueu una nova foto d'aquest monument                             |
| Habitatge al carrer Consolat de Mar, 35                                                                                    | BCIL 2000    | Segle XV | Barcelona C. Consolat de Mar, 35                                                                              | 41° 22′ 57″ N, 2° 10′ 56″ E / 41.382619°N,2.182222°E | IPA-42604 | Habitatge al carrer Consolat de Mar, 35 (Barcelona) · Vegeu més fotos d'aquest monument · Carregueu una nova foto d'aquest monument                             |
| Habitatges de les antigues Voltes dels Pintors                                                                             | BCIL 2000    | Obra popular Medieval                                                                                           | Barcelona C. Consolat de Mar, 37-41                                                                           | 41° 22′ 57″ N, 2° 10′ 56″ E / 41.382589°N,2.182275°E | IPA-42613 | Habitatges de les antigues Voltes dels Pintors (Barcelona) · Vegeu més fotos d'aquest monument · Carregueu una nova foto d'aquest monument                      |
| Edificacions d'origen medieval al carrer Montcada i Princesa                                                               | BCIL 2000    | Gòtic XIII | Barcelona C. Montcada, 9-11 - c. Princesa, 24                                                                 | 41° 23′ 07″ N, 2° 10′ 50″ E / 41.385359°N,2.180637°E | IPA-52436 | Edificacions d'origen medieval al carrer Montcada i Princesa (Barcelona) · Vegeu més fotos d'aquest monument · Carregueu una nova foto d'aquest monument        |
| Edificis d'habitatges a la placeta Montcada, 1                                                                             | BCIL 2000    | Barroc XVIII-XIX                                                                                                | Barcelona Plta. Montcada, 1-3 - c. Montcada, 29-33 - c. Mosques 5-7, c. Seca, 1 - c. Arc St. Vicenç, 2-4      | 41° 23′ 05″ N, 2° 10′ 55″ E / 41.384670°N,2.181943°E | IPA-52437 | Edificis d'habitatges a la placeta Montcada, 1 (Barcelona) · Vegeu més fotos d'aquest monument · Carregueu una nova foto d'aquest monument                      |
| Edifici d'habitatges al carrer Corders, 13                                                                                 | BCIL 2000    | Obra popular Josep Fontseré i Mestres XVIII-1861                                                                | Barcelona C. Corders, 13 - c. St. Jacint, 1                                                                   | 41° 23′ 08″ N, 2° 10′ 47″ E / 41.385619°N,2.179693°E | IPA-52438 | Edifici d'habitatges al carrer Corders, 13 (Barcelona) · Vegeu més fotos d'aquest monument · Carregueu una nova foto d'aquest monument                          |
| Edifici d'habitatges al carrer Cotoners, 8                                                                                 | BCIL 2000    | Obra popular Segle XVIII amb vestigis anteriors                                                                 | Barcelona C. Cotoners, 8-8 bis                                                                                | 41° 23′ 04″ N, 2° 10′ 46″ E / 41.384421°N,2.179487°E | IPA-52439 | Edifici d'habitatges al carrer Cotoners, 8 (Barcelona) · Vegeu més fotos d'aquest monument · Carregueu una nova foto d'aquest monument                          |
| Edifici d'habitatges al carrer Canvis Vells, 5                                                                             | BCIL 2000    | Neoclassicisme, obra popular 1800-1810 aprox.                                                                   | Barcelona C. Canvis Vells, 5                                                                                  | 41° 22′ 59″ N, 2° 10′ 56″ E / 41.383066°N,2.182102°E | IPA-52442 | Edifici d'habitatges al carrer Canvis Vells, 5 (Barcelona) · Vegeu més fotos d'aquest monument · Carregueu una nova foto d'aquest monument                      |
| Edifici d'habitatges al carrer Civader, 3                                                                                  | BCIL 2000    | Inici segle XIX                                                                                                 | Barcelona Pl. Llana, 23 - c. Civader, 3                                                                       | 41° 23′ 05″ N, 2° 10′ 45″ E / 41.384824°N,2.179103°E | IPA-52445 | Edifici d'habitatges al carrer Civader, 3 (Barcelona) · Vegeu més fotos d'aquest monument · Carregueu una nova foto d'aquest monument                           |
| Edifici d'habitatges a la plaça Llana, 9                                                                                   | BCIL 2000    | Obra popular XVII-XVIII                                                                                         | Barcelona Pl. Llana, 9 - c. Semoleres, 1                                                                      | 41° 23′ 07″ N, 2° 10′ 46″ E / 41.385214°N,2.179319°E | IPA-52446 | Edifici d'habitatges a la plaça Llana, 9 (Barcelona) · Vegeu més fotos d'aquest monument · Carregueu una nova foto d'aquest monument                            |
| Edifici d'habitatges al carrer Canvis Nous, 13                                                                             | BCIL 2000    | Barroc Segle XVIII (amb existència medieval)                                                                    | Barcelona C. Canvis Nous, 13 - c. Plegamans, 4 - c. Cap del Món, 1                                            | 41° 22′ 59″ N, 2° 10′ 54″ E / 41.383040°N,2.181719°E | IPA-52447 | Edifici d'habitatges al carrer Canvis Nous, 13 (Barcelona) · Vegeu més fotos d'aquest monument · Carregueu una nova foto d'aquest monument                      |
| Edifici d'habitatges al carrer Boquer, 1-3                                                                                 | BCIL 2000    | XVIII | Barcelona C. Boquer, 1-3 - pl. Llana, 11 bis - c. Corders, 6                                                  | 41° 23′ 07″ N, 2° 10′ 46″ E / 41.385283°N,2.179579°E | IPA-52456 | Edifici d'habitatges al carrer Boquer, 1-3 (Barcelona) · Vegeu més fotos d'aquest monument · Carregueu una nova foto d'aquest monument                          |
| Edificis d'habitatges al carrer Portal Nou, 21 i 23 (Volta dels Jueus)                                                     | BCIL 2000    | XVII-XIX | Barcelona C. Portal Nou, 21-23 - c. Volta dels Jueus, 1-2                                                     | 41° 23′ 19″ N, 2° 10′ 50″ E / 41.388706°N,2.180650°E | IPA-52458 | Edificis d'habitatges al carrer Portal Nou, 21 i 23 (Barcelona) · Vegeu més fotos d'aquest monument · Carregueu una nova foto d'aquest monument                 |
| Edifici d'habitatges al carrer Triangle, 2                                                                                 | BCIL 2000    | Mitjan segle XVIII                                                                                              | Barcelona C. Triangle, 2 - c. Corretger, 14 - c. Hostal St. Antoni, 7                                         | 41° 23′ 10″ N, 2° 10′ 55″ E / 41.385996°N,2.181929°E | IPA-52461 | Edifici d'habitatges al carrer Triangle, 2 (Barcelona) · Vegeu més fotos d'aquest monument · Carregueu una nova foto d'aquest monument                          |
| Edifici d'habitatges al carrer Montcada, 27                                                                                | BCIL 2000    | Obra popular XVIII                                                                                              | Barcelona C. Montcada, 27 - c. Arc St. Vicenç, 1                                                              | 41° 23′ 05″ N, 2° 10′ 54″ E / 41.384701°N,2.181717°E | IPA-52470 | Edifici d'habitatges al carrer Montcada, 27 (Barcelona) · Vegeu més fotos d'aquest monument · Carregueu una nova foto d'aquest monument                         |
| Edifici d'habitatges al carrer Montcada, 10                                                                                | BCIL 2000    | Obra popular XVI-XVIII                                                                                          | Barcelona C. Montcada, 10 - c. Barra de Ferro, 9                                                              | 41° 23′ 07″ N, 2° 10′ 50″ E / 41.385220°N,2.180642°E | IPA-52471 | Edifici d'habitatges al carrer Montcada, 10 (Barcelona) · Vegeu més fotos d'aquest monument · Carregueu una nova foto d'aquest monument                         |
| Edifici d'habitatges al passeig del Born, 2                                                                                | BCIL 2000    | Inici segle XIX                                                                                                 | Barcelona Pg. Born, 2 - c. Volta dels Tamborets, 1                                                            | 41° 23′ 02″ N, 2° 10′ 57″ E / 41.384010°N,2.182495°E | IPA-52473 | Edifici d'habitatges al passeig del Born, 2 (Barcelona) · Vegeu més fotos d'aquest monument · Carregueu una nova foto d'aquest monument                         |
| Edifici d'habitatges al carrer Rera Palau, 3-5                                                                             | BCIL 2000    | Neoclassicisme 1850-1860                                                                                        | Barcelona C. Rera Palau, 3-5 - c. Pou de l'Estanc, 1-3                                                        | 41° 23′ 02″ N, 2° 11′ 01″ E / 41.38384°N,2.18357°E   | IPA-52474 | Edifici d'habitatges al carrer Rera Palau, 3-5 (Barcelona) · Vegeu més fotos d'aquest monument · Carregueu una nova foto d'aquest monument                      |
| Edifici d'habitatges a la plaça Olles, 7                                                                                   | BCIL 2000    | Obra popular XVIII                                                                                              | Barcelona Pl. Olles, 7 - c. Vidrieria, 16                                                                     | 41° 23′ 02″ N, 2° 11′ 00″ E / 41.383947°N,2.183203°E | IPA-52479 | Edifici d'habitatges a la plaça Olles, 7 (Barcelona) · Vegeu més fotos d'aquest monument · Carregueu una nova foto d'aquest monument                            |
| Edifici d'habitatges al carrer Mirallers, 10 bis                                                                           | BCIL 2000    | Renaixement XVI, XVIII                                                                                          | Barcelona C. Mirallers, 10 bis - c. Rosic, 4-4 bis - c. Nicolau St. Climent, 5                                | 41° 23′ 02″ N, 2° 10′ 52″ E / 41.384016°N,2.180984°E | IPA-52480 | Edifici d'habitatges al carrer Mirallers, 10 bis (Barcelona) · Vegeu més fotos d'aquest monument · Carregueu una nova foto d'aquest monument                    |
| Arc de Sant Vicenç i edifici d'habitatges                                                                                  | BCIL 2000    | Renaixement XVII                                                                                                | Barcelona C. Seca, 3-5 - c. Arc St. Vicenç, 3B-5-6                                                            | 41° 23′ 06″ N, 2° 10′ 55″ E / 41.384926°N,2.181971°E | IPA-52484 | Arc de Sant Vicenç i edifici d'habitatges (Barcelona) · Vegeu més fotos d'aquest monument · Carregueu una nova foto d'aquest monument                           |
| Edifici d'habitatges al carrer Santa Maria, 18                                                                             | BCIL 2000    | XVIII-XIX | Barcelona C. Sta. Maria, 18 - pl. Fossar de les Moreres, 12-14 - c. Volta dels Tamborets, 2                   | 41° 23′ 02″ N, 2° 10′ 57″ E / 41.383926°N,2.182411°E | IPA-52486 | Edifici d'habitatges al carrer Santa Maria, 18 (Barcelona) · Vegeu més fotos d'aquest monument · Carregueu una nova foto d'aquest monument                      |
| Edifici d'habitatges al carrer Esparteria, 1                                                                               | BCIL 2000    | Obra popular, modernisme XIX                                                                                    | Barcelona C. Esparteria, 1 - c. Volta dels Tamborets, 9                                                       | 41° 23′ 02″ N, 2° 10′ 58″ E / 41.383871°N,2.182768°E | IPA-52487 | Edifici d'habitatges al carrer Esparteria, 1 (Barcelona) · Vegeu més fotos d'aquest monument · Carregueu una nova foto d'aquest monument                        |
| Edifici d'habitatges al carrer Esparteria, 6                                                                               | BCIL 2000    | Obra popular 1783                                                                                               | Barcelona C. Esparteria, 6 - c. Vidrieria, 12                                                                 | 41° 23′ 02″ N, 2° 10′ 59″ E / 41.383999°N,2.182970°E | IPA-52489 | Edifici d'habitatges al carrer Esparteria, 6 (Barcelona) · Vegeu més fotos d'aquest monument · Carregueu una nova foto d'aquest monument                        |
| Edifici d'habitatges al carrer Esparteria, 8                                                                               | BCIL 2000    | Barroc XVIII | Barcelona C. Esparteria, 8 - c. Vidrieria, 13                                                                 | 41° 23′ 03″ N, 2° 10′ 59″ E / 41.384138°N,2.183058°E | IPA-52492 | Edifici d'habitatges al carrer Esparteria, 8 (Barcelona) · Vegeu més fotos d'aquest monument · Carregueu una nova foto d'aquest monument                        |
| Edifici d'habitatges al carrer Sant Pere més Alt, 4                                                                        | BCIL 2000    | Barroc Francesc Soler i Rovirosa 1788; 1898                                                                     | Barcelona C. de Sant Pere més Alt, 4                                                                          | 41° 23′ 14″ N, 2° 10′ 31″ E / 41.387115°N,2.175365°E | IPA-52495 | Edifici d'habitatges al carrer Sant Pere més Alt, 4 (Barcelona) · Carregueu una nova foto d'aquest monument                                                     |
| Edifici d'habitatges al carrer Sant Pere més Alt, 24                                                                       | BCIL 2000    | Obra popular XVII                                                                                               | Barcelona C. de Sant Pere més Alt, 24                                                                         | 41° 23′ 17″ N, 2° 10′ 34″ E / 41.387952°N,2.176242°E | ipa-52497 | Edifici d'habitatges al carrer Sant Pere més Alt, 24 (Barcelona) · Vegeu més fotos d'aquest monument · Carregueu una nova foto d'aquest monument                |
| Edifici d'habitatges al carrer Carders, 18                                                                                 | BCIL 2000    | Obra popular XVI-XVIII                                                                                          | Barcelona C. Carders, 18 - c. Cecs St. Cugat, 1-2                                                             | 41° 23′ 11″ N, 2° 10′ 49″ E / 41.386461°N,2.180221°E | IPA-52498 | Edifici d'habitatges al carrer Carders, 18 (Barcelona) · Vegeu més fotos d'aquest monument · Carregueu una nova foto d'aquest monument                          |
| Edifici d'habitatges c. Sant Pere més Alt, 46                                                                              | BCIL 2000    | Neoclassicisme 1699, 1807                                                                                       | Barcelona C. Sant Pere més Alt, 46                                                                            | 41° 23′ 19″ N, 2° 10′ 37″ E / 41.388530°N,2.176901°E | IPA-52501 | Edifici d'habitatges c. Sant Pere més Alt, 46 (Barcelona) · Vegeu més fotos d'aquest monument · Carregueu una nova foto d'aquest monument                       |
| Edifici d'habitatges al carrer Carders, 20                                                                                 | BCIL 2000    | Obra popular XVI-XVIII                                                                                          | Barcelona C. Carders, 20                                                                                      | 41° 23′ 11″ N, 2° 10′ 49″ E / 41.386526°N,2.180256°E | IPA-52505 | Edifici d'habitatges al carrer Carders, 20 (Barcelona) · Vegeu més fotos d'aquest monument · Carregueu una nova foto d'aquest monument                          |
| Edifici d'habitatges al carrer Carders, 23                                                                                 | BCIL 2000    | Obra popular XV-XIX                                                                                             | Barcelona C. Carders, 23 - c. Fonollar, 2 - pl. St. Cugat                                                     | 41° 23′ 12″ N, 2° 10′ 48″ E / 41.386716°N,2.180080°E | IPA-52506 | Edifici d'habitatges al carrer Carders, 23 (Barcelona) · Vegeu més fotos d'aquest monument · Carregueu una nova foto d'aquest monument                          |
| Casa Jaume Andarió, edifici d'habitatges al carrer Sant Pere més Baix, 16                                                  | BCIL 2000    | Neoclassicisme 1783                                                                                             | Barcelona C. Sant Pere més Baix, 16 - c. Beates, 8 - c. Volta Perdiu, 4                                       | 41° 23′ 12″ N, 2° 10′ 36″ E / 41.386560°N,2.176612°E | IPA-52508 | Casa Jaume Andarió (Barcelona) · Vegeu més fotos d'aquest monument · Carregueu una nova foto d'aquest monument                                                  |
| Edifici d'habitatges c. Carders, 43                                                                                        | BCIL 2000    | Obra popular, Neoclassicisme XVIII-XIX                                                                          | Barcelona C. Carders, 43 - c. Montanyans, 2                                                                   | 41° 23′ 14″ N, 2° 10′ 50″ E / 41.387286°N,2.180434°E | IPA-52509 | Edifici d'habitatges c. Carders, 43 (Barcelona) · Vegeu més fotos d'aquest monument · Carregueu una nova foto d'aquest monument                                 |
| Casa Josep Gros | BCIL 2000    | Historicisme 1854, 1859                                                                                         | Barcelona C. Sant Pere més Baix, 22-24 - c. Freixures, 31 - c. Volta Perdiu, 1-3                              | 41° 23′ 12″ N, 2° 10′ 37″ E / 41.386699°N,2.176918°E | IPA-52513 | Casa Josep Gros (Barcelona) · Vegeu més fotos d'aquest monument · Carregueu una nova foto d'aquest monument                                                     |
| Edifici d'habitatges al carrer Sant Pere Més Baix, 29                                                                      | BCIL 2000    | Obra popular XVIII                                                                                              | Barcelona C. Sant Pere Més Baix, 29                                                                           | 41° 23′ 13″ N, 2° 10′ 38″ E / 41.387048°N,2.177176°E | IPA-52515 | Edifici d'habitatges al carrer Sant Pere Més Baix, 29 (Barcelona) · Vegeu més fotos d'aquest monument · Carregueu una nova foto d'aquest monument               |
| Edifici d'habitatges al carrer Mirallers, 9                                                                                | BCIL 2000    | Obra popular XVII-XVIII                                                                                         | Barcelona C. Mirallers, 9 - c. Banys Vells, 16 - c. Rosic, 6                                                  | 41° 23′ 03″ N, 2° 10′ 52″ E / 41.384187°N,2.181116°E | IPA-52516 | Edifici d'habitatges al carrer Mirallers, 9 (Barcelona) · Vegeu més fotos d'aquest monument · Carregueu una nova foto d'aquest monument                         |
| Edifici d'habitatges al carrer Sant Pere més Baix, 37                                                                      | BCIL 2000    | Obra popular Esteve Bosch i Gironella XVI-XVII, XVIII, 1846                                                     | Barcelona C. Sant Pere més Baix, 37 - c. Arenes Sant Pere, 1 - c. Sant Pere Mitjà, 20 bis                     | 41° 23′ 16″ N, 2° 10′ 40″ E / 41.387647°N,2.177723°E | IPA-52518 | Edifici d'habitatges al carrer Sant Pere més Baix, 37 (Barcelona) · Vegeu més fotos d'aquest monument · Carregueu una nova foto d'aquest monument               |
| Edifici d'habitatges al carrer Sant Antoni dels Sombrerers, 1                                                              | BCIL 2000    | Obra popular XVIII-XIX                                                                                          | Barcelona C. St. Antoni Sombrerers, 1 - c. Banys Vells, 21                                                    | 41° 23′ 03″ N, 2° 10′ 54″ E / 41.384102°N,2.181581°E | IPA-52519 | Edifici d'habitatges al carrer St. Antoni dels Sombrerers, 1 (Barcelona) · Vegeu més fotos d'aquest monument · Carregueu una nova foto d'aquest monument        |
| Edifici d'habitatges c. Sant Pere més Baix, 48-50, Casa Francesc Enrich Fontserè                                           | BCIL 2000    | Gòtic, barroc XV, XVII                                                                                          | Barcelona C. Sant Pere més Baix, 48-50                                                                        | 41° 23′ 16″ N, 2° 10′ 41″ E / 41.387661°N,2.177992°E | IPA-52521 | Edifici d'habitatges c. Sant Pere més Baix, 48-50 (Barcelona) · Vegeu més fotos d'aquest monument · Carregueu una nova foto d'aquest monument                   |
| Edifici d'habitatges al carrer Caputxes, 8-10                                                                              | BCIL 2000    | Obra popular 1764                                                                                               | Barcelona C. Caputxes, 8-10 - c. Canvis Nous, 15 - c. Plegamans, 7                                            | 41° 22′ 59″ N, 2° 10′ 54″ E / 41.383164°N,2.181768°E | IPA-52524 | Edifici d'habitatges al carrer Caputxes, 8-10 (Barcelona) · Vegeu més fotos d'aquest monument · Carregueu una nova foto d'aquest monument                       |
| Edifici d'habitatges i antiga Farmàcia Padrell                                                                             | BCIL 2000    | Modernisme Joan Espinagosa XVII, 1890 aprox.                                                                    | Barcelona C. Sant Pere més Baix, 52                                                                           | 41° 23′ 16″ N, 2° 10′ 41″ E / 41.387758°N,2.178110°E | IPA-52525 | Edifici d'habitatges i antiga Farmàcia Padrell (Barcelona) · Vegeu més fotos d'aquest monument · Carregueu una nova foto d'aquest monument                      |
| Edifici d'habitatges al carrer Blanqueria, 12                                                                              | BCIL 2000    | Obra popular XVI                                                                                                | Barcelona C. de la Blanqueria, 12                                                                             | 41° 23′ 11″ N, 2° 10′ 51″ E / 41.386493°N,2.180762°E | IPA-52530 | Edifici d'habitatges al carrer Blanqueria, 12 (Barcelona) · Vegeu més fotos d'aquest monument · Carregueu una nova foto d'aquest monument                       |
| Edifici d'habitatges al carrer Blanqueria, 13                                                                              | BCIL 2000    | Obra popular XVII-XVIII                                                                                         | Barcelona C. Blanqueria, 13 - c. Allada-Vermell, 16                                                           | 41° 23′ 11″ N, 2° 10′ 51″ E / 41.386469°N,2.18085°E  | IPA-52531 | Edifici d'habitatges al carrer Blanqueria, 13 (Barcelona) · Vegeu més fotos d'aquest monument · Carregueu una nova foto d'aquest monument                       |
| Edifici d'habitatges al carrer Blanqueria, 14                                                                              | BCIL 2000    | Barroc XVIII | Barcelona C. Blanqueria, 14-14 bis - c. Cecs St. Cugat, 9                                                     | 41° 23′ 11″ N, 2° 10′ 51″ E / 41.386409°N,2.180901°E | IPA-52533 | Edifici d'habitatges al carrer Blanqueria, 14 (Barcelona) · Vegeu més fotos d'aquest monument · Carregueu una nova foto d'aquest monument                       |
| Edifici d'habitatges al carrer Blanqueria, 15                                                                              | BCIL 2000    | Obra popular XVIII                                                                                              | Barcelona C. Blanqueria, 15 - c. Allada-Vermell, 16                                                           | 41° 23′ 11″ N, 2° 10′ 52″ E / 41.386383°N,2.181007°E | IPA-52534 | Edifici d'habitatges al carrer Blanqueria, 15 (Barcelona) · Vegeu més fotos d'aquest monument · Carregueu una nova foto d'aquest monument                       |
| Edifici d'habitatges al carrer Sant Pere més Baix, 61                                                                      | BCIL 2000    | Obra popular Pau Martorell i Josep Comas i Argemí XVIII, 1865                                                   | Barcelona C. Sant Pere més Baix, 61                                                                           | 41° 23′ 18″ N, 2° 10′ 44″ E / 41.388413°N,2.178801°E | IPA-52535 | Edifici d'habitatges al carrer Sant Pere més Baix, 61 (Barcelona) · Vegeu més fotos d'aquest monument · Carregueu una nova foto d'aquest monument               |
| Edifici d'habitatges al carrer Sant Pere més Baix, 63                                                                      | BCIL 2000    | Obra popular Josep Fontserè i Mestres XVII-1875                                                                 | Barcelona C. Sant Pere més Baix, 63                                                                           | 41° 23′ 18″ N, 2° 10′ 44″ E / 41.388469°N,2.178889°E | IPA-52540 | Edifici d'habitatges al carrer Sant Pere més Baix, 63 (Barcelona) · Vegeu més fotos d'aquest monument · Carregueu una nova foto d'aquest monument               |
| Edifici d'habitatges al carrer Massanet, 10                                                                                | BCIL 2000    | Obra popular XV, XVIII                                                                                          | Barcelona C. de Massanet, 10                                                                                  | 41° 23′ 08″ N, 2° 10′ 42″ E / 41.385418°N,2.178404°E | IPA-52541 | Edifici d'habitatges al carrer Massanet, 10 (Barcelona) · Vegeu més fotos d'aquest monument · Carregueu una nova foto d'aquest monument                         |
| Edifici d'habitatges al carrer Rec, 38                                                                                     | BCIL 2000    | XVIII-XIX | Barcelona C. Rec, 38 - pg. Born, 30                                                                           | 41° 23′ 06″ N, 2° 10′ 59″ E / 41.384898°N,2.183044°E | IPA-53238 | Edifici d'habitatges al carrer Rec, 38 (Barcelona) · Vegeu més fotos d'aquest monument · Carregueu una nova foto d'aquest monument                              |
| Edifici d'habitatges al carrer Rec, 40                                                                                     | BCIL 2000    | XVIII-XIX | Barcelona C. Rec, 40                                                                                          | 41° 23′ 05″ N, 2° 10′ 59″ E / 41.384822°N,2.183125°E | IPA-53239 | Edifici d'habitatges al carrer Rec, 40 (Barcelona) · Vegeu més fotos d'aquest monument · Carregueu una nova foto d'aquest monument                              |
| Edifici d'habitatges al carrer Rec, 42                                                                                     | BCIL 2000    | XVIII-XIX | Barcelona C. Rec, 42                                                                                          | 41° 23′ 05″ N, 2° 11′ 00″ E / 41.384746°N,2.183206°E | IPA-53240 | Edifici d'habitatges al carrer Rec, 42 (Barcelona) · Vegeu més fotos d'aquest monument · Carregueu una nova foto d'aquest monument                              |
| Edifici d'habitatges al carrer Rec, 44                                                                                     | BCIL 2000    | XVIII-XIX, XX                                                                                                   | Barcelona C. Rec, 44 - c. Esparteria, 19                                                                      | 41° 23′ 05″ N, 2° 11′ 00″ E / 41.384688°N,2.183312°E | IPA-53241 | Edifici d'habitatges al carrer Rec, 44 (Barcelona) · Vegeu més fotos d'aquest monument · Carregueu una nova foto d'aquest monument                              |
| Edifici d'habitatges al carrer Rec, 46                                                                                     | BCIL 2000    | XVIII-XIX | Barcelona C. Rec, 46 - c. Esparteria, 18                                                                      | 41° 23′ 05″ N, 2° 11′ 00″ E / 41.384640°N,2.183406°E | IPA-53242 | Edifici d'habitatges al carrer Rec, 46 (Barcelona) · Vegeu més fotos d'aquest monument · Carregueu una nova foto d'aquest monument                              |
| Edifici d'habitatges al carrer Rec, 48                                                                                     | BCIL 2000    | XVIII-XX | Barcelona C. Rec, 48 - c. Calders, 13                                                                         | 41° 23′ 05″ N, 2° 11′ 01″ E / 41.384600°N,2.183478°E | IPA-53243 | Edifici d'habitatges al carrer Rec, 48 (Barcelona) · Vegeu més fotos d'aquest monument · Carregueu una nova foto d'aquest monument                              |
| Edifici d'habitatges al carrer Rec, 50                                                                                     | BCIL 2000    | XVIII-XIX | Barcelona C. Rec, 50 - c. Bonaire, 11                                                                         | 41° 23′ 04″ N, 2° 11′ 01″ E / 41.384521°N,2.183512°E | IPA-53244 | Edifici d'habitatges al carrer Rec, 50 (Barcelona) · Vegeu més fotos d'aquest monument · Carregueu una nova foto d'aquest monument                              |
| Edifici d'habitatges al carrer Rec, 56                                                                                     | BCIL 2000    | XVIII-XIX | Barcelona C. Rec, 56 - c. Guillem, 5                                                                          | 41° 23′ 04″ N, 2° 11′ 02″ E / 41.384414°N,2.183851°E | IPA-53245 | Edifici d'habitatges al carrer Rec, 56 (Barcelona) · Vegeu més fotos d'aquest monument · Carregueu una nova foto d'aquest monument                              |
| Edifici d'habitatges al carrer Sombrerers, 23                                                                              | BCIL 2000    | XIX | Barcelona C. Sombrerers, 23 - c. Sant Antoni dels Sombrerers, 8                                               | 41° 23′ 03″ N, 2° 10′ 55″ E / 41.38415°N,2.18190°E   | IPA-53248 | Edifici d'habitatges al carrer Sombrerers, 23 (Barcelona) · Vegeu més fotos d'aquest monument · Carregueu una nova foto d'aquest monument                       |

### Urabanització del Born
| Monument                                                     | Protecció | Estil/època                                       | Localització                                                        | Coordenades                                          | Codi?     | Imatge |
| ------------------------------------------------------------ | --------- | ------------------------------------------------- | ------------------------------------------------------------------- | ---------------------------------------------------- | --------- | --- |
| Urbanització del Born                                        | BCIL 2000 | Eclecticisme Josep Fontserè i Mestres 1872-1874   | Barcelona Pg. Picasso - c. Fusina - c. de la Ribera - c. Comercial  | 41° 23′ 12″ N, 2° 11′ 01″ E / 41.386726°N,2.183634°E | IPA-41159 | Urbanització del Born (Barcelona) · Vegeu més fotos d'aquest monument · Carregueu una nova foto d'aquest monument                                        |
| Edifici d'habitatges a l'avinguda Marquès de l'Argentera, 17 | BCIL 2000 | Eclecticisme 1880-90, aprox.                      | Barcelona Av. del Marquès de l'Argentera, 17                        | 41° 23′ 05″ N, 2° 11′ 06″ E / 41.384854°N,2.184891°E | IPA-52369 | Edifici d'habitatges a l'avinguda Marquès de l'Argentera, 17 (Barcelona) · Vegeu més fotos d'aquest monument · Carregueu una nova foto d'aquest monument |
| Edifici d'habitatges a l'avinguda Marquès de l'Argentera, 19 | BCIL 2000 | Eclecticisme 1880-90, aprox.                      | Barcelona Av. del Marquès de l'Argentera, 19                        | 41° 23′ 06″ N, 2° 11′ 06″ E / 41.384987°N,2.185027°E | IPA-52372 | Edifici d'habitatges a l'avinguda Marquès de l'Argentera, 19 (Barcelona) · Vegeu més fotos d'aquest monument · Carregueu una nova foto d'aquest monument |
| Edifici d'habitatges a l'avinguda Marquès de l'Argentera, 21 | BCIL 2000 | Eclecticisme 1880-90, aprox.                      | Barcelona Av. Marquès de l'Argentera, 21                            | 41° 23′ 06″ N, 2° 11′ 06″ E / 41.385097°N,2.185081°E | IPA-52373 | Edifici d'habitatges a l'avinguda Marquès de l'Argentera, 21 (Barcelona) · Vegeu més fotos d'aquest monument · Carregueu una nova foto d'aquest monument |
| Edifici d'habitatges a l'avinguda Marquès de l'Argentera, 23 | BCIL 2000 | Eclecticisme 1880-90, aprox.                      | Barcelona Av. Marquès de l'Argentera, 23                            | 41° 23′ 07″ N, 2° 11′ 07″ E / 41.385220°N,2.185199°E | IPA-52374 | Edifici d'habitatges a l'avinguda Marquès de l'Argentera, 23 (Barcelona) · Vegeu més fotos d'aquest monument · Carregueu una nova foto d'aquest monument |
| Edifici d'habitatges a l'avinguda Marquès de l'Argentera, 25 | BCIL 2000 | Eclecticisme 1880-90, aprox.                      | Barcelona Av. Marquès de l'Argentera, 25                            | 41° 23′ 07″ N, 2° 11′ 07″ E / 41.385357°N,2.185352°E | IPA-52375 | Edifici d'habitatges a l'avinguda Marquès de l'Argentera, 25 (Barcelona) · Vegeu més fotos d'aquest monument · Carregueu una nova foto d'aquest monument |
| Edifici d'habitatges a l'avinguda Marquès de l'Argentera, 27 | BCIL 2000 | Eclecticisme 1880, aprox.                         | Barcelona Av. Marquès de l'Argentera, 27 - pg. Picasso, 46          | 41° 23′ 08″ N, 2° 11′ 08″ E / 41.385461°N,2.185459°E | IPA-52376 | Edifici d'habitatges a l'avinguda Marquès de l'Argentera, 27 (Barcelona) · Vegeu més fotos d'aquest monument · Carregueu una nova foto d'aquest monument |
| Edifici d'habitatges al carrer Comerç, 11                    | BCIL 2000 | Eclecticisme 1870-80                              | Barcelona C. Comerç, 11 - pg. Pujades, 2 bis                        | 41° 23′ 15″ N, 2° 10′ 55″ E / 41.387594°N,2.181907°E | IPA-52459 | Edifici d'habitatges al carrer Comerç, 11 (Barcelona) · Vegeu més fotos d'aquest monument · Carregueu una nova foto d'aquest monument                    |
| Edifici d'habitatges al carrer Comerç, 13                    | BCIL 2000 | Eclecticisme 1870-90, aprox.                      | Barcelona C. del Comerç, 13                                         | 41° 23′ 15″ N, 2° 10′ 55″ E / 41.387421°N,2.181997°E | IPA-52441 | Edifici d'habitatges al carrer Comerç, 13 (Barcelona) · Vegeu més fotos d'aquest monument · Carregueu una nova foto d'aquest monument                    |
| Edifici d'habitatges al carrer Comerç, 15                    | BCIL 2000 | Eclecticisme 1870-90, aprox.                      | Barcelona C. Comerç, 15                                             | 41° 23′ 14″ N, 2° 10′ 55″ E / 41.387232°N,2.182045°E | IPA-52462 | Edifici d'habitatges al carrer Comerç, 15 (Barcelona) · Vegeu més fotos d'aquest monument · Carregueu una nova foto d'aquest monument                    |
| Edifici d'habitatges al carrer Comerç, 21                    | BCIL 2000 | Eclecticisme 1870-90, aprox.                      | Barcelona C. Comerç, 21                                             | 41° 23′ 11″ N, 2° 10′ 57″ E / 41.386436°N,2.182486°E | IPA-52463 | Edifici d'habitatges al carrer Comerç, 21 (Barcelona) · Vegeu més fotos d'aquest monument · Carregueu una nova foto d'aquest monument                    |
| Edifici d'habitatges al carrer Comerç, 23                    | BCIL 2000 | Eclecticisme 1870-90, aprox.                      | Barcelona C. Comerç, 23                                             | 41° 23′ 11″ N, 2° 10′ 57″ E / 41.386293°N,2.182586°E | IPA-52464 | Edifici d'habitatges al carrer Comerç, 23 (Barcelona) · Vegeu més fotos d'aquest monument · Carregueu una nova foto d'aquest monument                    |
| Edifici d'habitatges al carrer Fusina, 3                     | BCIL 2000 | Eclecticisme Josep Domínguez i Valls 1875         | Barcelona C. Fusina, 3 - c. Comerç, 25                              | 41° 23′ 11″ N, 2° 10′ 59″ E / 41.386291°N,2.182972°E | IPA-53230 | Edifici d'habitatges al carrer Fusina, 3 (Barcelona) · Vegeu més fotos d'aquest monument · Carregueu una nova foto d'aquest monument                     |
| Edifici d'habitatges al carrer Comerç, 29                    | BCIL 2000 | Eclecticisme 1880-90                              | Barcelona C. Comerç, 29                                             | 41° 23′ 05″ N, 2° 11′ 04″ E / 41.384855°N,2.184458°E | IPA-52466 | Edifici d'habitatges al carrer Comerç, 29 (Barcelona) · Vegeu més fotos d'aquest monument · Carregueu una nova foto d'aquest monument                    |
| Edifici d'habitatges al carrer Comerç, 31                    | BCIL 2000 | Eclecticisme 1880-90                              | Barcelona C. Comerç, 31                                             | 41° 23′ 05″ N, 2° 11′ 05″ E / 41.384790°N,2.184608°E | IPA-52467 | Edifici d'habitatges al carrer Comerç, 31 (Barcelona) · Vegeu més fotos d'aquest monument · Carregueu una nova foto d'aquest monument                    |
| Edifici d'habitatges al carrer Comerç, 33                    | BCIL 2000 | Eclecticisme 1880-90, aprox.                      | Barcelona C. Comerç, 33 - av. Marquès de l'Argentera, 15            | 41° 23′ 05″ N, 2° 11′ 05″ E / 41.384690°N,2.184733°E | IPA-52469 | Edifici d'habitatges al carrer Comerç, 33 (Barcelona) · Vegeu més fotos d'aquest monument · Carregueu una nova foto d'aquest monument                    |
| Casa FrancescTarré                                           | BCIL 2000 | Eclecticisme Josep Fontserè i Mestre 1877         | Barcelona C. Comercial, 3                                           | 41° 23′ 11″ N, 2° 11′ 01″ E / 41.386374°N,2.183748°E | IPA-53220 | Casa Francesco Tarré (Barcelona) · Vegeu més fotos d'aquest monument · Carregueu una nova foto d'aquest monument                                         |
| Edifici d'habitatges al carrer Comercial, 7                  | BCIL 2000 | Eclecticisme Josep Fontserè i Mestre 1877, aprox. | Barcelona C. Comercial, 7                                           | 41° 23′ 10″ N, 2° 11′ 02″ E / 41.386210°N,2.183924°E | IPA-53221 | Edifici d'habitatges al carrer Comercial, 7 (Barcelona) · Vegeu més fotos d'aquest monument · Carregueu una nova foto d'aquest monument                  |
| Edifici d'habitatges al carrer Comercial, 9                  | BCIL 2000 | Eclecticisme Josep Fontserè i Mestre 1880, aprox. | Barcelona C. Comercial, 9 - ptge. Mercantil, 1                      | 41° 23′ 10″ N, 2° 11′ 03″ E / 41.386115°N,2.184034°E | IPA-53222 | Edifici d'habitatges al carrer Comercial, 9 (Barcelona) · Vegeu més fotos d'aquest monument · Carregueu una nova foto d'aquest monument                  |
| Edifici d'habitatges al carrer Comercial, 13                 | BCIL 2000 | Eclecticisme Josep Fontserè i Mestre 1880, aprox. | Barcelona C. Comercial, 13                                          | 41° 23′ 09″ N, 2° 11′ 04″ E / 41.385908°N,2.184377°E | IPA-53219 | Edifici d'habitatges al carrer Comercial, 13 (Barcelona) · Vegeu més fotos d'aquest monument · Carregueu una nova foto d'aquest monument                 |
| Edifici d'habitatges al carrer Comercial, 17                 | BCIL 2000 | Eclecticisme Josep Fontserè i Mestre 1880, aprox. | Barcelona C. Comercial, 17                                          | 41° 23′ 09″ N, 2° 11′ 04″ E / 41.385745°N,2.184564°E | IPA-53218 | Edifici d'habitatges al carrer Comercial, 17 (Barcelona) · Vegeu més fotos d'aquest monument · Carregueu una nova foto d'aquest monument                 |
| Edifici d'habitatges al carrer Comercial, 19                 | BCIL 2000 | Eclecticisme 1880-90                              | Barcelona C. Comercial, 19 - c. Ribera, 5                           | 41° 23′ 09″ N, 2° 11′ 05″ E / 41.385710°N,2.184763°E | IPA-53246 | Edifici d'habitatges al carrer Comercial, 19 (Barcelona) · Vegeu més fotos d'aquest monument · Carregueu una nova foto d'aquest monument                 |
| Edifici d'habitatges al carrer Fusina, 5                     | BCIL 2000 | Eclecticisme Josep Fontserè i Mestre 1875         | Barcelona C. Fusina, 5                                              | 41° 23′ 11″ N, 2° 10′ 59″ E / 41.386383°N,2.183056°E | IPA-53231 | Edifici d'habitatges al carrer Fusina, 5 (Barcelona) · Vegeu més fotos d'aquest monument · Carregueu una nova foto d'aquest monument                     |
| Edifici d'habitatges al carrer Fusina, 6                     | BCIL 2000 | Eclecticisme 1870-90, aprox.                      | Barcelona C. Fusina, 6 - c. Comercial, 1                            | 41° 23′ 11″ N, 2° 11′ 01″ E / 41.386515°N,2.183641°E | IPA-53232 | Edifici d'habitatges al carrer Fusina, 6 (Barcelona) · Vegeu més fotos d'aquest monument · Carregueu una nova foto d'aquest monument                     |
| Edifici d'habitatges al carrer Fusina, 7                     | BCIL 2000 | Eclecticisme Josep Fontserè i Mestre 1875         | Barcelona C. Fusina, 7                                              | 41° 23′ 11″ N, 2° 11′ 00″ E / 41.386472°N,2.183222°E | IPA-53233 | Edifici d'habitatges al carrer Fusina, 7 (Barcelona) · Vegeu més fotos d'aquest monument · Carregueu una nova foto d'aquest monument                     |
| Metrònom                                                     | BCIL 2000 | Eclecticisme 1880                                 | Barcelona C. Fusina, 9                                              | 41° 23′ 12″ N, 2° 11′ 00″ E / 41.386598°N,2.183362°E | IPA-42618 | Metrònom (Barcelona) · Vegeu més fotos d'aquest monument · Carregueu una nova foto d'aquest monument                                                     |
| Edifici d'habitatges al carrer Fusina, 11                    | BCIL 2000 | Eclecticisme 1880-1885                            | Barcelona C. Fusina, 11                                             | 41° 23′ 12″ N, 2° 11′ 01″ E / 41.386730°N,2.183573°E | IPA-53229 | Edifici d'habitatges al carrer Fusina, 11 (Barcelona) · Vegeu més fotos d'aquest monument · Carregueu una nova foto d'aquest monument                    |
| Edifici d'habitatges al passeig Picasso, 10                  | BCIL 2000 | Eclecticisme 1880-90                              | Barcelona Pg. Picasso, 10 - pg. Pujades, 4                          | 41° 23′ 16″ N, 2° 10′ 56″ E / 41.387906°N,2.182320°E | IPA-52295 | Edifici d'habitatges al passeig Picasso, 10 (Barcelona) · Vegeu més fotos d'aquest monument · Carregueu una nova foto d'aquest monument                  |
| Edifici d'habitatges al passeig Picasso, 12                  | BCIL 2000 | Eclecticisme 1880, aprox.                         | Barcelona Pg. Picasso, 12                                           | 41° 23′ 16″ N, 2° 10′ 57″ E / 41.387679°N,2.182619°E | IPA-52287 | Edifici d'habitatges al passeig, 12 (Barcelona) · Vegeu més fotos d'aquest monument · Carregueu una nova foto d'aquest monument                          |
| Edifici d'habitatges al passeig Picasso, 14                  | BCIL 2000 | Eclecticisme 1880-90                              | Barcelona Pg. Picasso, 14                                           | 41° 23′ 15″ N, 2° 10′ 58″ E / 41.387594°N,2.182738°E | IPA-52288 | Edifici d'habitatges al passeig Picasso, 14 (Barcelona) · Vegeu més fotos d'aquest monument · Carregueu una nova foto d'aquest monument                  |
| Edifici d'habitatges al passeig Picasso, 16                  | BCIL 2000 | Eclecticisme Joan Serra i Jané 1883               | Barcelona Pg. Picasso, 16 - c. Princesa, 61                         | 41° 23′ 15″ N, 2° 10′ 58″ E / 41.387402°N,2.182858°E | IPA-52349 | Edifici d'habitatges al passeig Picasso, 16 (Barcelona) · Vegeu més fotos d'aquest monument · Carregueu una nova foto d'aquest monument                  |
| Edifici d'habitatges al passeig Picasso, 18                  | BCIL 2000 | Eclecticisme 1880-90                              | Barcelona Pg. Picasso, 18 - c. Princesa, 58                         | 41° 23′ 14″ N, 2° 10′ 59″ E / 41.387298°N,2.183141°E | IPA-52348 | Edifici d'habitatges al passeig Picasso, 18 (Barcelona) · Vegeu més fotos d'aquest monument · Carregueu una nova foto d'aquest monument                  |
| Edifici d'habitatges al passeig Picasso, 22                  | BCIL 2000 | Eclecticisme 1880, aprox.                         | Barcelona Pg. Picasso, 22                                           | 41° 23′ 13″ N, 2° 11′ 01″ E / 41.387028°N,2.183479°E | IPA-40753 | Edifici d'habitatges al passeig Picasso, 22 (Barcelona) · Vegeu més fotos d'aquest monument · Carregueu una nova foto d'aquest monument                  |
| Edifici d'habitatges al passeig Picasso, 32                  | BCIL 2000 | Eclecticisme 1885, aprox.                         | Barcelona Pg. Picasso, 32 - ptge. Mercantil, 3                      | 41° 23′ 11″ N, 2° 11′ 04″ E / 41.386394°N,2.184364°E | IPA-53234 | Edifici d'habitatges al passeig Picasso, 32 (Barcelona) · Vegeu més fotos d'aquest monument · Carregueu una nova foto d'aquest monument                  |
| Edifici d'habitatges al passeig Picasso, 34                  | BCIL 2000 | Eclecticisme 1880-90                              | Barcelona Pg. Picasso, 34 - ptge. Mercantil, 2-4 - c. Comercial, 11 | 41° 23′ 10″ N, 2° 11′ 04″ E / 41.386171°N,2.184420°E | IPA-53235 | Edifici d'habitatges al passeig Picasso, 34 (Barcelona) · Vegeu més fotos d'aquest monument · Carregueu una nova foto d'aquest monument                  |
| Edifici d'habitatges al passeig Picasso, 36                  | BCIL 2000 | Eclecticisme 1885, aprox.                         | Barcelona Pg. Picasso, 36                                           | 41° 23′ 10″ N, 2° 11′ 05″ E / 41.386159°N,2.184670°E | IPA-53236 | Edifici d'habitatges al passeig Picasso, 36 (Barcelona) · Vegeu més fotos d'aquest monument · Carregueu una nova foto d'aquest monument                  |
| Edifici d'habitatges al passeig Picasso, 40                  | BCIL 2000 | Eclecticisme 1870-80                              | Barcelona Pg. Picasso, 40 - c. Ribera, 7                            | 41° 23′ 09″ N, 2° 11′ 06″ E / 41.385891°N,2.184997°E | IPA-53237 | Edifici d'habitatges al passeig Picasso, 40 (Barcelona) · Vegeu més fotos d'aquest monument · Carregueu una nova foto d'aquest monument                  |
| Edifici d'habitatges al passeig Picasso, 42-44               | BCIL 2000 | Eclecticisme 1870-80                              | Barcelona Pg. Picasso, 42-44 - c. Ribera, 18                        | 41° 23′ 09″ N, 2° 11′ 07″ E / 41.385767°N,2.185181°E | IPA-52423 | Edifici d'habitatges al passeig Picasso, 42-44 (Barcelona) · Vegeu més fotos d'aquest monument · Carregueu una nova foto d'aquest monument               |
| Edifici d'habitatges al carrer Princesa, 48-50               | BCIL 2000 | Eclecticisme 1870-80                              | Barcelona C. Princesa, 48-50 - c. Comerç, 19                        | 41° 23′ 12″ N, 2° 10′ 57″ E / 41.386771°N,2.182443°E | IPA-52351 | Edifici d'habitatges al carrer Princesa, 48-50 (Barcelona) · Vegeu més fotos d'aquest monument · Carregueu una nova foto d'aquest monument               |
| Edifici d'habitatges al carrer Princesa, 52                  | BCIL 2000 | Eclecticisme 1880-90                              | Barcelona C. Princesa, 52                                           | 41° 23′ 13″ N, 2° 10′ 58″ E / 41.386911°N,2.182650°E | IPA-52339 | Edifici d'habitatges al carrer Princesa, 52 (Barcelona) · Vegeu més fotos d'aquest monument · Carregueu una nova foto d'aquest monument                  |
| Edifici d'habitatges al carrer Princesa, 53                  | BCIL 2000 | Eclecticisme Joan Bruguera i Díaz 1882            | Barcelona C. Princesa, 53 - c. Comerç, 17                           | 41° 23′ 13″ N, 2° 10′ 57″ E / 41.386988°N,2.182407°E | IPA-52341 | Edifici d'habitatges al carrer Princesa, 53 (Barcelona) · Vegeu més fotos d'aquest monument · Carregueu una nova foto d'aquest monument                  |
| Edifici d'habitatges al carrer Princesa, 54                  | BCIL 2000 | Eclecticisme 1870-80                              | Barcelona C. Princesa, 54                                           | 41° 23′ 13″ N, 2° 10′ 58″ E / 41.387070°N,2.182821°E | IPA-52342 | Edifici d'habitatges al carrer Princesa, 54 (Barcelona) · Vegeu més fotos d'aquest monument · Carregueu una nova foto d'aquest monument                  |
| Edifici d'habitatges al carrer Princesa, 55                  | BCIL 2000 | Eclecticisme 1880-90                              | Barcelona C. Princesa, 55                                           | 41° 23′ 14″ N, 2° 10′ 57″ E / 41.387094°N,2.182535°E | IPA-52343 | Edifici d'habitatges al carrer Princesa, 55 (Barcelona) · Vegeu més fotos d'aquest monument · Carregueu una nova foto d'aquest monument                  |
| Edifici d'habitatges al carrer Princesa, 56                  | BCIL 2000 | Eclecticisme 1880-90                              | Barcelona C. Princesa, 56                                           | 41° 23′ 14″ N, 2° 10′ 59″ E / 41.387173°N,2.182964°E | IPA-52344 | Edifici d'habitatges al carrer Princesa, 56 (Barcelona) · Vegeu més fotos d'aquest monument · Carregueu una nova foto d'aquest monument                  |
| Edifici d'habitatges al carrer Princesa, 57                  | BCIL 2000 | Eclecticisme 1870-80                              | Barcelona C. Princesa, 57                                           | 41° 23′ 14″ N, 2° 10′ 57″ E / 41.387197°N,2.182634°E | IPA-52345 | Edifici d'habitatges al carrer Princesa, 57 (Barcelona) · Vegeu més fotos d'aquest monument · Carregueu una nova foto d'aquest monument                  |
| Edifici d'habitatges al carrer Princesa, 59                  | BCIL 2000 | Eclecticisme 1870-80                              | Barcelona C. Princesa, 59                                           | 41° 23′ 14″ N, 2° 10′ 58″ E / 41.387261°N,2.182742°E | IPA-52347 | Edifici d'habitatges al carrer Princesa, 59 (Barcelona) · Vegeu més fotos d'aquest monument · Carregueu una nova foto d'aquest monument                  |
| Edifici d'habitatges al passeig Pujades, 2                   | BCIL 2000 | Eclecticisme 1880-90                              | Barcelona Pg. Pujades, 2                                            | 41° 23′ 16″ N, 2° 10′ 56″ E / 41.387767°N,2.182121°E | IPA-52292 | Edifici d'habitatges al passeig Pujades, 2 (Barcelona) · Vegeu més fotos d'aquest monument · Carregueu una nova foto d'aquest monument                   |
| Edifici d'habitatges al carrer Ribera, 4                     | BCIL 2000 | Eclecticisme 1880-90, aprox.                      | Barcelona C. Ribera, 4 - c. Comerç, 27                              | 41° 23′ 07″ N, 2° 11′ 04″ E / 41.385179°N,2.184351°E | IPA-52415 | Edifici d'habitatges al carrer Ribera, 4 (Barcelona) · Vegeu més fotos d'aquest monument · Carregueu una nova foto d'aquest monument                     |
| Edifici d'habitatges al carrer Ribera, 6                     | BCIL 2000 | Eclecticisme 1880-90, aprox.                      | Barcelona C. Ribera, 6                                              | 41° 23′ 07″ N, 2° 11′ 04″ E / 41.385237°N,2.184432°E | IPA-52416 | Edifici d'habitatges al carrer Ribera, 6 (Barcelona) · Vegeu més fotos d'aquest monument · Carregueu una nova foto d'aquest monument                     |
| Edifici d'habitatges al carrer Ribera, 8                     | BCIL 2000 | Eclecticisme 1880, aprox.                         | Barcelona C. Ribera, 8                                              | 41° 23′ 07″ N, 2° 11′ 04″ E / 41.385315°N,2.184535°E | IPA-52417 | Edifici d'habitatges al carrer Ribera, 8 (Barcelona) · Vegeu més fotos d'aquest monument · Carregueu una nova foto d'aquest monument                     |
| Edifici d'habitatges al carrer Ribera, 10                    | BCIL 2000 | Eclecticisme 1880-90, aprox.                      | Barcelona C. Ribera, 10                                             | 41° 23′ 07″ N, 2° 11′ 05″ E / 41.385372°N,2.184664°E | IPA-52418 | Edifici d'habitatges al carrer Ribera, 10 (Barcelona) · Vegeu més fotos d'aquest monument · Carregueu una nova foto d'aquest monument                    |
| Edifici d'habitatges al carrer Ribera, 12                    | BCIL 2000 | Eclecticisme 1880, aprox.                         | Barcelona C. Ribera, 12                                             | 41° 23′ 08″ N, 2° 11′ 05″ E / 41.385469°N,2.184786°E | IPA-52419 | Edifici d'habitatges al carrer Ribera, 12 (Barcelona) · Vegeu més fotos d'aquest monument · Carregueu una nova foto d'aquest monument                    |
| Edifici d'habitatges al carrer Ribera, 14                    | BCIL 2000 | Eclecticisme 1870-80                              | Barcelona C. Ribera, 14                                             | 41° 23′ 08″ N, 2° 11′ 06″ E / 41.385613°N,2.184930°E | IPA-52421 | Edifici d'habitatges al carrer Ribera, 14 (Barcelona) · Vegeu més fotos d'aquest monument · Carregueu una nova foto d'aquest monument                    |
| Edifici d'habitatges al carrer Ribera, 16                    | BCIL 2000 | Eclecticisme 1870-80                              | Barcelona C. Ribera, 16                                             | 41° 23′ 08″ N, 2° 11′ 06″ E / 41.385675°N,2.185080°E | IPA-52422 | Edifici d'habitatges al carrer Ribera, 16 (Barcelona) · Vegeu més fotos d'aquest monument · Carregueu una nova foto d'aquest monument                    |

## Monuments integrants del patrimoni
Altres monuments inclosos a l'Inventari del Patrimoni Arquitectònic Català.
| Monument                                                                             | Protecció | Estil/època                                                               | Localització                                                       | Coordenades                                          | Codi?     | Imatge |
| ------------------------------------------------------------------------------------ | --------- | ------------------------------------------------------------------------- | ------------------------------------------------------------------ | ---------------------------------------------------- | --------- | --- |
| Pla de Palau                                                                         |           | 1822                                                                      | Barcelona Pla de Palau - c. Canvis Vells - Casa Ases               | 41° 22′ 58″ N, 2° 11′ 03″ E / 41.382778°N,2.184167°E | IPA-40654 | Pla de Palau (Barcelona) · Vegeu més fotos d'aquest monument · Carregueu una nova foto d'aquest monument                                           |
| Fanals del Pla de Palau                                                              |           | Modernisme Antoni Gaudí i Cornet 1890                                     | Barcelona Pla de Palau, 15                                         | 41° 22′ 59″ N, 2° 11′ 03″ E / 41.383064°N,2.184124°E | IPA-41194 | Fanals del Pla de Palau (Barcelona) · Vegeu més fotos d'aquest monument · Carregueu una nova foto d'aquest monument                                |
| Palau Dou, Grup Escolar Cervantes                                                    |           | Barroc, Neoclassicisme Antoni Cellers i Azcona XVII, XVIII, XIX           | Barcelona C. Sant Pere Més Baix, 29bis-31 - c. Sant Pere Mitjà, 16 | 41° 23′ 14″ N, 2° 10′ 39″ E / 41.38721°N,2.17741°E   | IPA-41222 | Palau Dou (Barcelona) · Vegeu més fotos d'aquest monument · Carregueu una nova foto d'aquest monument                                              |
| Palau del Parlament de Catalunya, antic Arsenal de la Ciutadella                     |           | Neoclassicisme, Historicisme Joris Prosper Van Verboom 1717-1727, XIX, XX | Barcelona Pl. Joan Fiveller, 1, Parc de la Ciutadella              | 41° 23′ 16″ N, 2° 11′ 19″ E / 41.387908°N,2.188622°E | IPA-42298 | Palau del Parlament de Catalunya (Barcelona) · Vegeu més fotos d'aquest monument · Carregueu una nova foto d'aquest monument                       |
| Parròquia castrense del Parc de la Ciutadella                                        |           | Neoclassicisme Joris Prosper Van Verboom 1717-1728                        | Barcelona Parc de la Ciutadella                                    | 41° 23′ 14″ N, 2° 11′ 16″ E / 41.387212°N,2.187639°E | IPA-42299 | Parròquia castrense del Parc de la Ciutadella (Barcelona) · Vegeu més fotos d'aquest monument · Carregueu una nova foto d'aquest monument          |
| Antic Palau del Governador, actual Institut Verdaguer                                |           | Neoclassicisme Joris Prosper Van Verboom 1718-1727                        | Barcelona Pl. Joan Fiveller, Parc de la Ciutadella                 | 41° 23′ 15″ N, 2° 11′ 14″ E / 41.387552°N,2.18734°E  | IPA-42300 | Antic Palau del Governador (Barcelona) · Vegeu més fotos d'aquest monument · Carregueu una nova foto d'aquest monument                             |
| Mercat de Santa Caterina                                                             |           | Neoclassicisme, darreres tendències XIX, XXI                              | Barcelona Av. Francesc Cambó, 16                                   | 41° 23′ 11″ N, 2° 10′ 41″ E / 41.3865°N,2.17806°E    | IPA-42617 | Mercat de Santa Caterina (Barcelona) · Vegeu més fotos d'aquest monument · Carregueu una nova foto d'aquest monument                               |
| Magatzems Serra i Balet, naus industrials                                            |           | Modernisme Josep Graner XX (1905-1910)                                    | Barcelona C. Ortigosa, 10-12                                       | 41° 23′ 18″ N, 2° 10′ 31″ E / 41.388463°N,2.175309°E | IPA-42803 | Magatzems Serra i Balet (Barcelona) · Vegeu més fotos d'aquest monument · Carregueu una nova foto d'aquest monument                                |
| Torrons la Campana                                                                   |           | XX                                                                        | Barcelona C. Princesa, 36 C - c. Flassaders, 8-10                  | 41° 23′ 09″ N, 2° 10′ 53″ E / 41.385925°N,2.181257°E | IPA-42889 | Torrons la Campana (Barcelona) · Vegeu més fotos d'aquest monument · Carregueu una nova foto d'aquest monument                                     |
| El Rei de la Màgia                                                                   |           | XIX                                                                       | Barcelona C. Princesa, 11                                          | 41° 23′ 05″ N, 2° 10′ 46″ E / 41.38463°N,2.17949°E   | IPA-43047 | El Rei de la Màgia (Barcelona) · Vegeu més fotos d'aquest monument · Carregueu una nova foto d'aquest monument                                     |
| El Xampanyet, Ca l'Esteve                                                            |           | XX                                                                        | Barcelona C. Montcada, 22                                          | 41° 23′ 04″ N, 2° 10′ 54″ E / 41.384521°N,2.181740°E | IPA-43048 | El Xampanyet (Barcelona) · Vegeu més fotos d'aquest monument · Carregueu una nova foto d'aquest monument                                           |
| Bar Mundial, Unión Bar, Petit Bar                                                    |           | XX                                                                        | Barcelona Pl. Sant Agustí Vell, 1                                  | 41° 23′ 15″ N, 2° 10′ 50″ E / 41.387627°N,2.180474°E | IPA-43386 | Bar Mundial (Barcelona) · Vegeu més fotos d'aquest monument · Carregueu una nova foto d'aquest monument                                            |
| Restaurant 7 Portes, Cafè de les 7 portes                                            |           | 1838                                                                      | Barcelona Pg. Isabel II, 14 - pla de Palau                         | 41° 22′ 55″ N, 2° 11′ 00″ E / 41.38200°N,2.18334°E   | IPA-43412 | Restaurant 7 Portes (Barcelona) · Vegeu més fotos d'aquest monument · Carregueu una nova foto d'aquest monument                                    |
| Antic Edifici de la Companyia Espanyola d'Assegurances, Edifici d'habitatges C.E.S.E |           | Art Déco, noucentisme Antoni Puig i Gairalt 1926-1928                     | Barcelona Via Laietana, 6 - c. Joan Massana, 4                     | 41° 22′ 56″ N, 2° 10′ 52″ E / 41.38236°N,2.18106°E   | IPA-46349 | Antic Edifici de la Companyia Espanyola d'Assegurances (Barcelona) · Vegeu més fotos d'aquest monument · Carregueu una nova foto d'aquest monument |
| Edifici del Foment del Treball Nacional                                              |           | Noucentisme Adolf Florensa Ferrer i Josep Goday Casals 1931               | Barcelona Via Laietana, 32-34 - pl. Antoni Maura, 10               | 41° 23′ 08″ N, 2° 10′ 38″ E / 41.38543°N,2.17712°E   | IPA-49552 | Edifici del Foment del Treball Nacional (Barcelona) · Vegeu més fotos d'aquest monument · Carregueu una nova foto d'aquest monument                |
| Casa Felip Colldefors                                                                |           | Noucentisme Ramon Puig i Gairalt XX                                       | Barcelona Via Laietana, 12 - c. Manresa                            | 41° 22′ 59″ N, 2° 10′ 48″ E / 41.38306°N,2.18012°E   | IPA-50893 | Casa Felip Colldefors (Barcelona) · Vegeu més fotos d'aquest monument · Carregueu una nova foto d'aquest monument                                  |